# United States Navy SEALs
O United States Navy SEALs, comumente conhecidas como Navy SEALs, derivado da sua capacidade de operar no mar (SEa), no ar (Air) e em terra (Land), são a principal força de operações especiais da Marinha dos Estados Unidos e um componente do Naval Special Warfare Command. Entre as principais funções dos SEALs está a condução de missões de operações especiais de pequenas unidades em ambientes marítimos, de selva, urbanos, árticos, montanhosos e desérticos. Os SEALs normalmente recebem ordens para capturar ou matar alvos de alto nível ou para coletar informações atrás das linhas inimigas. O pessoal da equipe SEAL é selecionado manualmente, altamente treinado e possui um alto grau de proficiência em ação direta (AD) e reconhecimento especial (RE), entre outras tarefas como sabotagem, demolição, coleta de inteligência e reconhecimento hidrográfico, treinamento, e aconselhar militares amigos ou outras forças.
Dependendo da disponibilidade das plataformas, do nível de ameaça e do ambiente, diferentes métodos podem ser usados para a inserção e extração de SEALs em um local alvo. Isto poderia incluir submarinos de mísseis de cruzeiro com propulsão nuclear equipados com abrigos de convés seco, submarinos SDV, embarcações de superfície, natação de superfície ou outros veículos.
Todos os SEALs ativos são membros da Marinha dos Estados Unidos. O Special Activities Center altamente secreto e de elite da CIA recruta operadores de equipes SEAL, com operações conjuntas desde o MACV-SOG durante a Guerra do Vietnã. Esta cooperação ainda existe hoje, como evidenciado pelas operações militares no Iraque e no Afeganistão.

## História

### Origens
Embora não tenham sido formalmente fundados até 1962, os modernos SEALs da Marinha dos EUA têm suas raízes na Segunda Guerra Mundial. As Forças Armadas dos Estados Unidos reconheceram a necessidade do reconhecimento secreto das praias de desembarque e das defesas costeiras. Como resultado, a Amphibious Scout and Raider School, do Corpo de Fuzileiros Navais e da Marinha foi fundada em 1942 em Fort Pierce, Flórida. Os Scouts and Raiders foram formados em setembro daquele ano, apenas nove meses após o ataque a Pearl Harbor, pelo Observer Group, uma unidade conjunta do Exército, Corpo de Fuzileiros Navais e a Marinha dos Estados Unidos.

### Scouts and Raiders
Reconhecendo a necessidade de uma força de reconhecimento de praia, um seleto grupo de pessoal do Exército e da Marinha reuniu-se na Base de Treinamento Anfíbio (BTA) Little Creek, Virgínia, em 15 de agosto de 1942, para iniciar o treinamento de Amphibious Scouts and Raiders. A missão dos Scouts and Raiders era identificar e reconhecer a praia objetivo, manter uma posição na praia designada antes do desembarque e guiar as ondas de assalto até a praia de desembarque. A unidade foi liderada pelo 1º Tenente do Exército Lloyd Peddicord como oficial comandante e pelo Alferes da Marinha John Bell como oficial executivo. Os suboficiais e marinheiros da Marinha vieram do grupo de barcos da Base de Treinamento Anfíbio Naval dos EUA situada em Solomons, Maryland, e o pessoal do Army Raider veio da 3ª e 9ª Divisões de Infantaria. Eles treinaram em Little Creek até embarcarem para a campanha do Norte da África em novembro seguinte. A Operação Tocha foi lançada em novembro de 1942 na costa atlântica do Marrocos francês, no Norte da África.
O primeiro grupo incluía Phil H. Bucklew, o "Pai da Guerra Especial Naval", que dá nome ao edifício do Centro de Guerra Especial Naval. Comissionado em outubro de 1942, este grupo entrou em combate em novembro de 1942 durante a Operação Tocha na Costa Norte da África. Scouts and Raiders também apoiaram desembarques na Sicília, Salerno, Anzio, Normandia e sul da França.
O segundo grupo de Scouts and Raiders, codinome Special Service Unit No. 1, foi estabelecido em 7 de julho de 1943, como uma força de operações conjuntas e combinadas. A primeira missão, em setembro de 1943, foi em Finschhafen, na Papua-Nova Guiné. As operações posteriores ocorreram em Gasmata, Arawe, Cabo Gloucester e nas costas leste e sul da Nova Grã-Bretanha, todas sem qualquer perda de pessoal. Surgiram conflitos sobre questões operacionais e todo o pessoal não pertencente à Marinha foi realocado. A unidade, renomeada como 7º Amphibious Scouts, recebeu uma nova missão: desembarcar com os barcos de assalto, criar canais de boia, erguer marcadores para as embarcações que chegam, lidar com vítimas, fazer sondagens offshore, limpar obstáculos na praia e manter comunicações de voz ligando as tropas em terra, barcos que chegam e navios próximos. Os 7º Amphibious Scouts conduziram operações no Pacífico durante o conflito, participando de mais de 40 desembarques.
A terceira e última organização de Scouts and Raiders operou na China. Eles foram destacados para lutar com a Sino-American Cooperative Organization (SACO). Para ajudar a reforçar o trabalho da SACO, o almirante Ernest King ordenou que 120 oficiais e 900 homens fossem treinados para Amphibious Raider na escola Scout and Raider em Fort Pierce, Flórida. Eles formaram o núcleo do que foi concebido como uma "organização guerrilheira anfíbia de americanos e chineses operando em águas costeiras, lagos e rios, empregando pequenos barcos a vapor e sampanas". Embora a maioria das forças dos invasores anfíbios permanecessem em Camp Knox, em Calcutá, três dos grupos prestaram serviço ativo. Eles realizaram um levantamento da parte superior do rio Yangtzé na primavera de 1945 e, disfarçados de coolies, conduziram um levantamento detalhado de três meses da costa chinesa, de Xangai a Kitchioh Wan, perto de Hong Kong.

### Unidades de Demolição de Combate Naval (NCDUs)

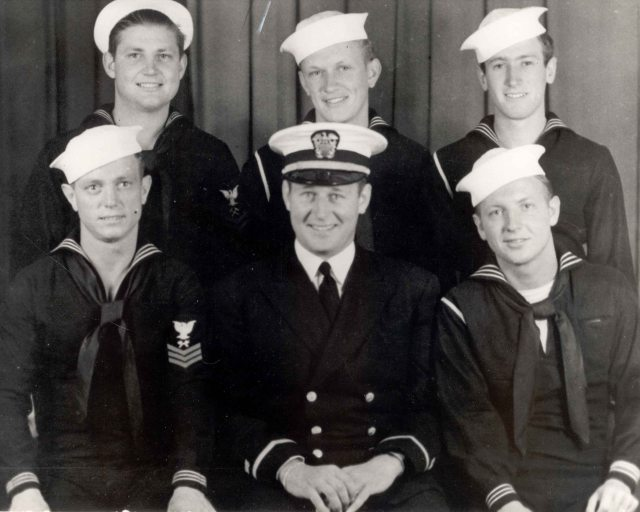
NCDU 45, Alferes do CEC Karnowski, Carpinteiro Chefe Mate Conrad C. Millis, Operador de Equipamento MM2 Lester Meyers e três marinheiros. A unidade recebeu uma Menção de Unidade Presidencial com ENS Karnowski ganhando a Cruz da Marinha e a Croix de Guerre francesa com Palm, enquanto MM2 Meyers recebeu uma Estrela de Prata.

Em setembro de 1942, 17 funcionários de salvamento da Marinha chegaram a ATB Little Creek, Virgínia, para um curso de uma semana sobre demolições, corte de cabos explosivos e técnicas de ataque de comando. Em 10 de novembro de 1942, a primeira unidade de demolição de combate cortou com sucesso barreiras de cabos e redes através do rio Cebu durante a Operação Tocha no Norte da África. Isso permitiu ao USS Dallas atravessar a água e inserir os US Rangers que capturaram o aeródromo de Port Lyautey.
No início de maio de 1943, um "Projeto de Demolição Naval" em duas fases foi dirigido pelo Chefe de Operações Navais "para atender a uma necessidade atual e urgente". A primeira fase começou em ATB Solomons, Maryland, com o estabelecimento da Operational Naval Demolition Unit No. 1. Seis oficiais e dezoito homens alistados apresentaram-se na escola de dinamitação e demolição NTC Camp Peary do Seabee, para um curso de quatro semanas. Esses Seabees, liderados pelo Tenente Fred Wise, foram imediatamente enviados para participar da invasão da Sicília. Naquela época, o Tenente Comandante Draper L. Kauffman, "O Pai da Demolição de Combate Naval", foi selecionado para montar uma escola de Demolições Navais e dirigir todo o projeto. As primeiras seis turmas se formaram na "Área E" do NTC Camp Peary. As necessidades do Tenente Comandante Kauffman superaram rapidamente a "Área E" e em 6 de junho de 1943, ele estabeleceu o treinamento NCDU em Fort Pierce. A maioria dos voluntários de Kauffman veio do Corpo de Engenheiros Civis (CEC) da Marinha e alistou Seabees. O treinamento começou com uma semana cansativa destinada a filtrar candidatos com baixo desempenho. Eventualmente chamado de "Hell Week" pelos recrutas do NCDU, este curso rigoroso foi integrado ao treinamento da UDT e continua sendo parte do treinamento moderno do Navy Seal até hoje.
Em abril de 1944, um total de 34 NCDUs foram enviados para a Inglaterra em preparação para a Operação Overlord, o desembarque anfíbio na Normandia. Em 6 de junho de 1944, sob fogo pesado, os NCDUs na praia de Omaha conseguiram abrir oito brechas completas e duas brechas parciais nas defesas alemãs. Morreram 31 e 60 ficaram feridos, uma taxa de baixas de 52%. Enquanto isso, os NCDUs na praia de Utah enfrentaram fogo inimigo menos intenso. Eles limparam 700 jardas (640 metros) de praia em duas horas, outros 900 jardas (820 metros) à tarde. As baixas na praia de Utah foram significativamente mais leves, com seis mortos e onze feridos. Durante a Operação Overlord, nenhum demolidor foi perdido devido ao manuseio inadequado de explosivos. Em agosto de 1944, quatro NCDUs da praia de Utah e mais nove outros participaram dos desembarques da Operação Dragão no sul da França. Foi a última operação anfíbia no Teatro Europeu da Segunda Guerra Mundial. Assim que as invasões europeias foram concluídas, o Real Almirante Kelly Turner requisitou todos os NCDUs disponíveis de Fort Pierce para integração nas Underwater Demolition Teams (UDTs) que operam no Teatro de Operações do Pacífico.
Trinta NCDUs haviam sido enviados para o Pacífico antes da Normandia. Os NCDUs 1–10 foram encenados nas Ilhas Florida, nas Ilhas Salomão, durante janeiro de 1944. O NCDU 1 foi brevemente para as Ilhas Aleutas em 1943. Os NCDUs 4 e 5 foram os primeiros a entrar em combate, ajudando os 4º Fuzileiros Navais na Ilha Verde e na Ilha Emirau. Alguns foram temporariamente vinculados a UDTs. Mais tarde, os NCDUs 1–10 foram combinados para formar a Underwater Demolition Team Able. Seis NCDUs: 2,3, 19, 20, 21 e 24 serviram na Sétima Força Anfíbia e foram os únicos NCDUs restantes no final da guerra. O edifício do Comando de Guerra Especial Naval foi nomeado em homenagem ao comandante LTJG Frank Kaine CEC do NCDU 2.

### Unidade Marítima OSS
Tal como os seus irmãos nas Forças Especiais do Exército dos Estados Unidos (também conhecidos como Boinas Verdes), os Navy SEALs reivindicam uma linhagem do Escritório de Serviços Estratégicos (Office of Strategic Services) (OSS). O OSS era uma organização paramilitar e também progenitor da CIA. As Forças Especiais do Exército, fundadas em 1952 por ex-membros do OSS, estabeleceram as primeiras unidades militares de mergulhadores de combate de operações especiais quase uma década antes da criação dos SEALs em 1962. Alguns dos primeiros predecessores dos Boinas Verdes e SEALs na Segunda Guerra Mundial foram os Nadadores Operacionais do OSS.
O OSS executou operações especiais, colocando agentes atrás das linhas inimigas para se envolverem em guerras de guerrilha organizadas, bem como para recolher informações sobre coisas como recursos inimigos e movimentos de tropas. O veterano britânico de Operações Combinadas Tenente Comandante Wooley, da Marinha Real Britânica, foi colocado no comando da Unidade Marítima OSS (UM) em junho de 1943. Seu treinamento começou em novembro de 1943 em Camp Pendleton, Califórnia, mudou-se para a Ilha de Santa Catalina, Califórnia, em janeiro de 1944, e finalmente mudou-se para as águas mais quentes das Bahamas em março de 1944. Dentro das Forças Armadas dos Estados Unidos, eles foram os pioneiros em nadadeiras flexíveis e máscaras de mergulho, equipamentos de mergulho de circuito fechado (sob a direção do Dr. Christian J. Lambertsen), a utilização de Veículos de Entrega Nadadores (uma espécie de submersível) e o combate a ataques de natação e mina limpet.
A missão do OSS UM era "infiltrar agentes e fornecer grupos de resistência por mar, conduzir sabotagem marítima e desenvolver equipamentos e dispositivos marítimos especializados de superfície e subsuperfície". O UM funcionou em vários teatros. No Mediterrâneo, uma frota de navios de pesca de madeira gregos alugados apoiou secretamente agentes OSS na Albânia, Grécia e Jugoslávia. Após a rendição da Itália, o UM e a Mariassalto, uma unidade naval de operações especiais italiana de elite, operaram contra os alemães. No Extremo Oriente, o UM operou em conjunto com um Grupo Operacional para atacar as forças japonesas na costa de Arracão, na Myanmar. Eles conduziram em conjunto missões de reconhecimento na costa controlada pelos japoneses, às vezes penetrando vários quilômetros acima em rios controlados pelo inimigo.

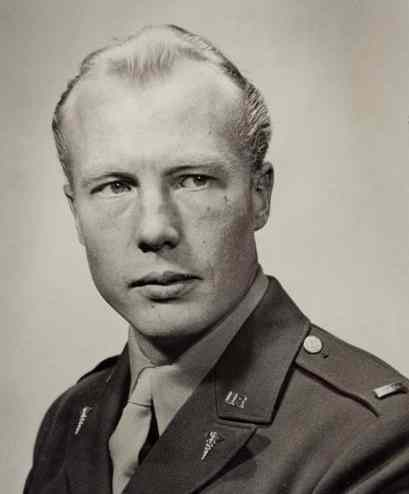
Christian J. Lambertsen no Exército dos Estados Unidos.

O UM desenvolveu ou utilizou vários dispositivos inovadores que mais tarde permitiriam a criação de uma capacidade de mergulhador de combate em operações especiais, primeiro nos Boinas Verdes e mais tarde nas unidades SEAL da Marinha dos EUA. Talvez a invenção mais importante no domínio do mergulho em operações especiais tenha sido a Lambertsen Amphibious Respiratory Unit (LARU), inventada pelo Dr. Christian J. Lambertsen. A unidade Lambertsen permitiu que um nadador permanecesse debaixo d'água por várias horas e se aproximasse de alvos sem ser detectado porque o LARU não emitia bolhas de ar reveladoras. O LARU foi posteriormente refinado, adaptado e a tecnologia usada pelo Exército dos Estados Unidos, Marinha dos Estados Unidos e NASA. A  Army Special Forces Underwater Operations School em Key West, Flórida, sede das operações marítimas das Forças Especiais, tem suas raízes na Unidade Marítima.
Lambertsen começou seu envolvimento com o OSS como estudante de medicina, oferecendo o uso de sua tecnologia para a organização secreta em 1942. Em 1944 ele foi comissionado como Oficial do Exército e mais tarde ingressou no OSS como nadador operacional. O próprio Lambertsen liderou a Unidade Marítima OSS em missões subaquáticas secretas para anexar explosivos a navios japoneses. Dr. Christian Lambertsen é lembrado hoje como o 'Pai das Operações Militares Subaquáticas'. Juntamente com todos os membros da Unidade Marítima do OSS, foi nomeado Boinas Verdes honorários e reconhecido por organizações como a UDT Navy Seal Association pelo seu trabalho heroico e crítico.
Em maio de 1944, o Coronel Wild Bill Donovan, chefe do OSS, dividiu a Unidade Marítima em quatro grupos e abordou o General Douglas MacArthur e o Almirante Chester W. Nimitz sobre o uso de homens do OSS no Pacífico. O general MacArthur não tinha nenhum interesse. O Almirante Nimitz olhou para a lista de unidades de Donovan e também disse não, obrigado, exceto que poderia usar os nadadores da Unidade Marítima para expandir os UDTs. Ele estava interessado neles principalmente por serem nadadores, não por seu treinamento militar. O interesse nas aplicações táticas do treinamento dos Nadadores Operacionais do OSS só se desenvolveu mais tarde, mas a maior parte do equipamento do 'Grupo A' foi armazenado por não ser aplicável ao trabalho da UDT. O OSS era muito restrito nas operações no Pacífico. Nimitz aprovou a transferência dos cinco oficiais e 24 homens alistados do Grupo A de Nadadores Operacionais da Unidade Marítima liderado pelo Tenente Choate. Eles se tornaram parte da UDT 10 em julho de 1944. O Tenente Choate se tornaria comandante da UDT 10. O resto do Grupo A do UM ocuparia a maior parte dos escritórios de comando da UDT 10, bem como muitos dos nadadores. Cinco dos homens treinados pelo OSS participaram da primeira operação submarina da UDT com o USS Burrfish nas Ilhas Carolinas durante agosto de 1944. Três dos homens não conseguiram chegar ao ponto de encontro para a extração. Eles foram capturados em comunicações japonesas e identificados como "Bakuhatai" – homens com artilharia explosiva.

### Equipes de demolição subaquática (UDT)
As primeiras unidades designadas como Equipes de Demolição Subaquática (Underwater Demolition Teams) (UDT) foram formadas no Teatro de Operações do Pacífico. O contra-almirante Kelly Turner, o principal especialista em anfíbios da Marinha, ordenou a formação de equipes de demolição subaquática em resposta à invasão fracassada em Tarawa e à incapacidade dos fuzileiros navais de limpar os recifes de coral circundantes com veículo anfíbio. Turner reconheceu que as operações anfíbias exigiam inteligência de obstáculos subaquáticos. O pessoal dessas equipes eram em sua maioria Seabees locais ou outros que começaram nas NCDUs. O treinamento da UDT ocorreu na Base Operacional Anfíbia de Waipio, sob controle operacional e administrativo do V Amphibious Corps. A maioria dos instrutores e estagiários eram graduados das escolas Fort Pierce NCDU ou Scouts and Raiders, Seabees, Fuzileiros Navais e soldados do Exército.

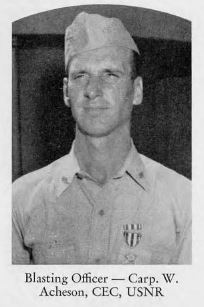
Carpinteiro W. H. Acheson, cerimônia da Estrela de Prata para ação UDT 1 na Batalha de Eniwetok, onde ele se despiu e ficou com calção de banho e fez reconhecimento em plena luz do dia em uma praia hostil, tornando-se um modelo de UDTs como nadadores.

Quando as equipes 1 e 2 foram formadas inicialmente, eram "provisórias" com 180 homens no total. Os primeiros comandantes da equipe de demolição subaquática foram o CDR E.D. Brewster (CEC) UDT 1 e CDR John T. Koehler UDT 2. As equipes usavam uniformes com coletes salva-vidas e não deveriam deixar seus barcos – semelhante ao que acontece com os NCDUs. No entanto, em Kwajalein Fort Pierce, o protocolo foi alterado. O almirante Turner ordenou o reconhecimento diurno e o CEC. ENS Lewis F. Luehrs e o chefe do Seabee William Acheson usavam calções de banho por baixo do uniforme, prevendo que não conseguiriam o que o almirante queria permanecendo no barco. Eles se despiram e passaram 45 minutos na água em plena luz do dia. Quando saíram, foram levados diretamente à nau capitânia do almirante Turner para se apresentarem, ainda em seus baús. O almirante Turner concluiu que o reconhecimento diurno por nadadores individuais era a maneira de obter informações precisas sobre corais e obstáculos subaquáticos para próximos desembarques. Isto é o que ele relatou ao almirante Nimitz. O sucesso dos Seabees da UDT 1 que não seguiram o protocolo de Fort Pierce reescreveu o modelo de missão e o regime de treinamento da UDT. Esses Seabees também criaram a imagem dos UDTs como “guerreiros nus”. Em Engebi, o CDR Brewster foi ferido e todos os homens do ENS Luehrs usavam sunga por baixo da roupa verde.
Após as operações nas Ilhas Marshall, o almirante Turner reestruturou as duas unidades provisórias da UDT e criou 7 unidades permanentes com um tamanho atribuído de 96 homens por equipe. Em nome da eficiência operacional, os UDTs também foram transformados em equipamentos totalmente da Marinha, e todos os engenheiros do Exército e da Marinha foram devolvidos às suas unidades. Seguindo em frente, as UDTs empregariam o método de reconhecimento que teve sucesso em Kwajalein - uso diurno de trajes de banho e óculos de proteção em vez do método Scouts and Raiders de barcos de borracha noturnos. A fim de implementar essas mudanças e aumentar os UDTs, Koehler foi nomeado comandante da Base Experimental e Treinamento de Demolição de Combate Naval em Maui. O almirante Turner também contratou o LCDR Draper Kauffman como oficial de combate.

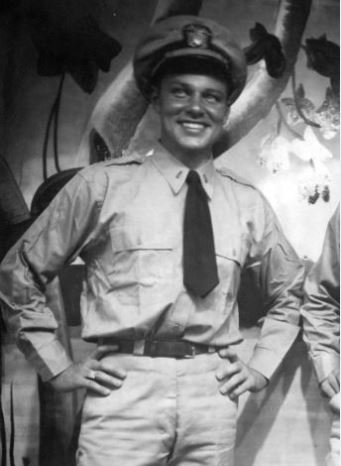
O tenente Luehrs foi um dos 30 oficiais do 7º NCR que se apresentou para os UDTs 1 e 2. Ele e o chefe Acheson foram os primeiros nadadores do UDT

Os Seabees constituíam a grande maioria dos homens nas equipes 1–9, 13 e 15. Os Seabees da Marinhas representavam cerca de 20% do UDT 11. Os oficiais eram em sua maioria CEC. No final da guerra, 34 equipes foram formadas, com as equipes 1 a 21 tendo sido efetivamente implantadas. Os Seabees forneceram mais da metade dos homens das equipes que prestaram serviço.
O uniforme da UDT passou dos uniformes de combate dos NCDUs para calções, nadadeiras, máscaras de mergulho e Ka-bars. Os homens treinados pelo OSS trouxeram consigo as nadadeiras de natação quando se juntaram às UDT. Eles foram adotados pelas outras equipes tão rapidamente quanto a oferta os conseguiu.
Esses "Guerreiros Nus", como passaram a ser chamados no pós-guerra, estiveram em ação em todos os principais desembarques anfíbios do Pacífico, incluindo: Enewetak, Saipã, Kwajalein, Tiniã, Guam, Angaur, Ulithi, Peleliu, Leyte, Golfo de Lingayen, Zambales, Iwo Jima, Okinawa, Labuão e Brunei. No outono de 1944, as UDT eram consideradas uma unidade militar de operações especiais indispensável dos EUA, e os planejadores da Marinha no Pacífico Central dependiam fortemente dos relatórios de reconhecimento e das atividades de demolição da UDT para abrir caminho para os desembarques.
A última operação da UDT na guerra ocorreu em 4 de julho de 1945, em Balikpapan, Bornéu. A rápida desmobilização no final da guerra reduziu o número de UDT no ativo para dois em cada costa, com um complemento de sete oficiais e 45 soldados cada. No entanto, as UDTs foram as únicas tropas especiais que evitaram a dissolução completa após a guerra, ao contrário da Unidade Marítima OSS, do Batalhão de Reconhecimento VAC e de várias missões de reconhecimento da Marinha.
Por terem sido tão essenciais para o sucesso das missões no Pacífico durante a guerra, a Marinha não divulgou a existência das UDT até ao pós-guerra. Durante a Segunda Guerra Mundial, a Marinha não tinha classificação para os UDTs nem insígnia. Aqueles homens com a classificação CB em seus uniformes consideravam-se Seabees que estavam fazendo demolições subaquáticas. Eles não se autodenominavam "UDTs" ou "Homens-rãs", mas sim "Demolidores", que foram herdados dos NCDUs, e os esforços de recrutamento do Tenente Kauffman na escola de dinamitação e demolição Seabee. O segundo maior grupo de voluntários da UDT veio da escola conjunta de Scouts and Raiders do Exército-Marinha, que também ficava em Fort Pierce, e da escola de eliminação de bombas da Marinha nas equipes dominadas pelos Seabee.
Para as operações Marianas de Kwajalein, Roi-Namur, Siapan, Tinian, Eniwetok e Guam, o Almirante Turner recomendou sessenta Estrelas de Prata e mais de trezentas Estrelas de Bronze com Vs para os Seabees e outros membros do serviço dos UDTs 1–7. Isso foi sem precedentes na história da Marinha/Corpo de Fuzileiros Navais dos EUA. Para os UDTs 5 e 7, cada oficial recebeu uma Estrela de Prata e todos os alistados receberam Estrelas de Bronze com Vs para a Operação Forager (Tiniã). Para os UDTs 3 e 4, cada oficial recebeu uma Estrela de Prata e todos os alistados receberam Estrelas de Bronze com Vs para a Operação Forager (Guam). O almirante Richard Lansing Conolly sentiu que os comandantes das equipes 3 e 4 (LT Crist e LT W.G. Carberry) deveriam ter recebido Cruzes da Marinha.

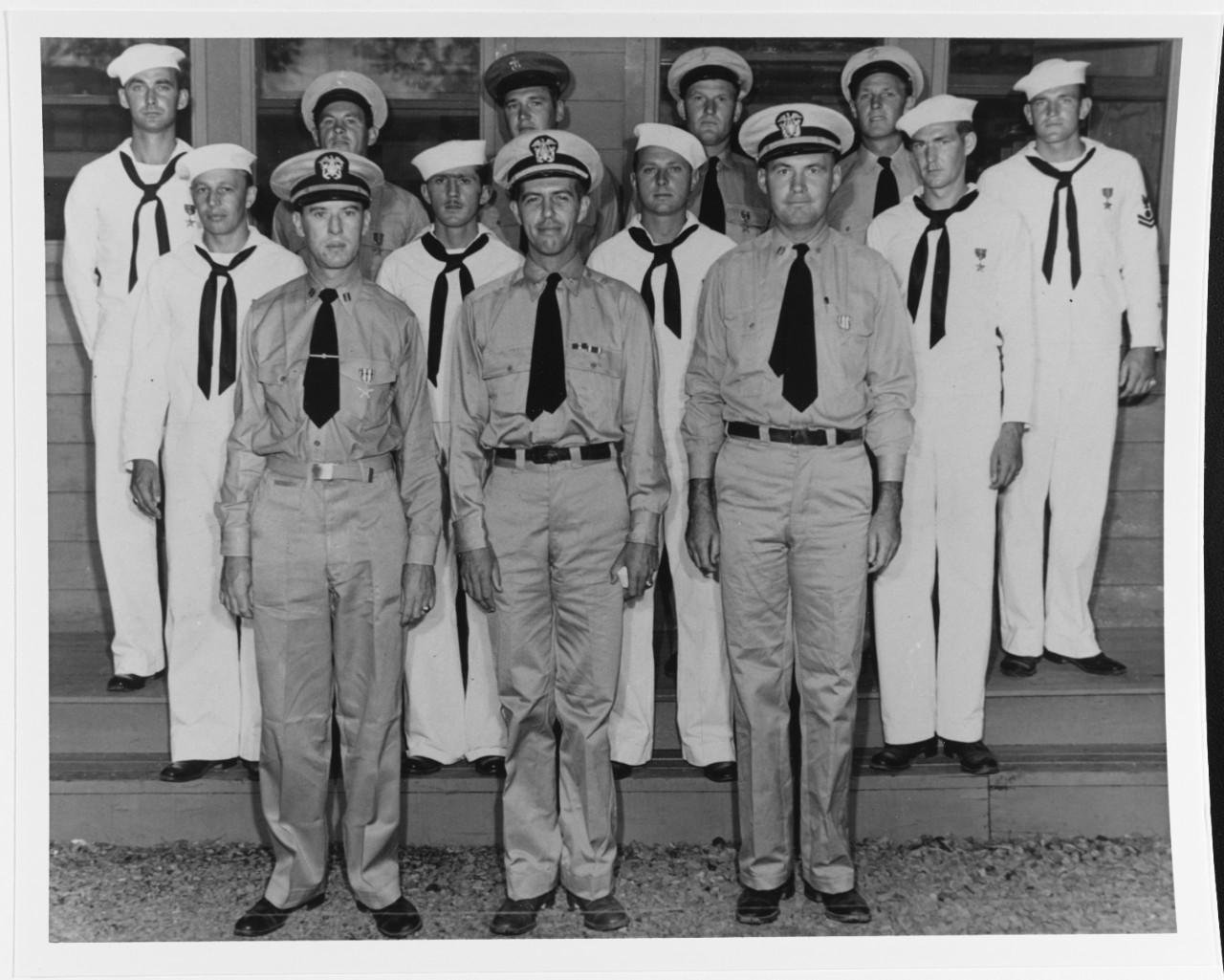
LT Crist (CEC), LCDR Kauffman e LT Carberry da direita para a esquerda na cerimônia de premiação das Estrelas de Prata e Bronze da UDT.

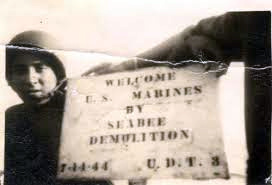
Os Seabees na UDT 3 e 4 fizeram sinais para saudar os fuzileiros navais que atacavam Guam. No entanto, o Time 4 conseguiu deixar os seus na praia para os fuzileiros navais verem se os Seabees chegaram lá primeiro. A UDT 4 afixou esta placa novamente no Hotel Marquee para sua reunião de 25 anos.

Sendo as primeiras a efetuar frequentemente aterragens anfíbias, as UDT começaram a fazer sinais de boas-vindas aos fuzileiros navais, indicando que tinham estado lá primeiro, para fomentar a continuação da rivalidade amigável. Mantendo a tradição da UDT, a UDT 21 criou uma placa para saudar os fuzileiros navais que desembarcam no Japão. Para a Operação Beleaguer, o UDT 9 foi implantado com o III Corpo Anfíbio no Norte da China. Em 1965, a UDT 12 colocou outra placa na praia para saudar os fuzileiros navais em Da Nang.
Para a Operação Crossroads, a UDT 3 foi designada TU 1.1.3 (Unidade Barco Drone) para a operação. Em 27 de abril de 1946, sete oficiais e 51 alistados embarcaram no CBC Port Hueneme, para trânsito para o Atol de Bikini. A tarefa deles era recuperar amostras de água do marco zero da explosão de Baker.

### Guerra da Coreia

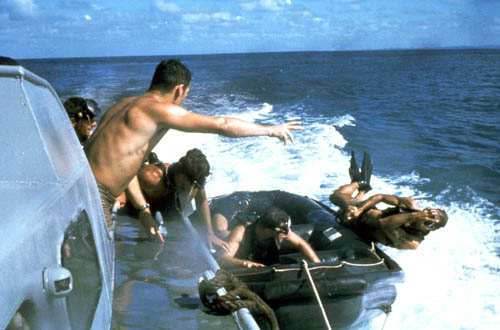
Membros da UDT usando a técnica de lançamento de um barco em alta velocidade.

A Guerra da Coreia começou em 25 de junho de 1950, quando o exército norte-coreano invadiu a Coreia do Sul. Começando com um destacamento de 11 elementos da UDT 3, a participação da UDT expandiu-se para três equipas com uma força combinada de 300 homens. Durante a "Guerra Esquecida", as UDT lutaram intensamente, empregando conhecimentos de demolição adquiridos na Segunda Guerra Mundial e utilizando-os para um papel ofensivo. Continuando a utilizar a água como cobertura e ocultação, bem como como método de inserção, as UDT da era coreana visaram pontes, túneis, redes de pesca e outros alvos marítimos e costeiros. Eles também desenvolveram uma estreita relação de trabalho com a Unidade de Demolições Subaquáticas da República da Coreia (antecessora da Flotilha de Guerra Especial da Marinha), que continua até hoje.
Através dos seus esforços concentrados em demolições e eliminação de minas, as UDT refinaram e desenvolveram as suas tácticas de comando durante a Guerra da Coreia. As UDT também acompanharam comandos sul-coreanos em incursões no Norte para demolir túneis ferroviários. Isto foi desaprovado por oficiais de alto escalão porque acreditavam que era um uso não tradicional das forças navais. Devido à natureza da guerra, as UDT mantiveram um perfil operacional discreto. Algumas das missões incluíram o transporte de espiões para a Coreia do Norte e a destruição de redes de pesca norte-coreanas usadas para abastecer o exército norte-coreano.
Como parte do  Special Operations Group (SOG), as UDT conduziram com sucesso ataques de demolição em túneis e pontes ferroviárias ao longo da costa coreana. As UDT especializaram-se numa missão algo nova: ataques noturnos de demolição costeira contra túneis e pontes ferroviárias. Os homens da UDT receberam a tarefa porque, nas palavras do tenente-coronel Ted Fielding da UDT, "estávamos prontos para fazer o que mais ninguém podia fazer e o que mais ninguém queria fazer". (Ted Fielding foi premiado com a Estrela de Prata durante a Coreia e mais tarde foi promovido ao posto de Capitão).
Em 15 de setembro de 1950 as UDT apoiaram a Operação Chromite, o desembarque anfíbio em Incheon. As UDT 1 e 3 forneceram pessoal que avançou à frente da embarcação de desembarque, explorando planícies lamacentas, marcando pontos baixos no canal, limpando hélices sujas e procurando minas. Quatro membros da UDT atuaram como guias de ondas para o desembarque dos fuzileiros navais. Em outubro de 1950, as UDT apoiaram operações de remoção de minas no porto de Wonsan, onde homens-rãs localizavam e marcavam minas para varredores de minas. Em 12 de outubro de 1950, dois caça-minas dos EUA atingiram minas e afundaram. As UDT resgataram 25 marinheiros. No dia seguinte, William Giannotti conduziu a primeira operação de combate dos EUA usando um Aqualung quando mergulhou no USS Pledge. Durante o resto da guerra, as UDT realizaram reconhecimento de praias e rios, infiltraram guerrilheiros atrás das linhas a partir do mar, continuaram as operações de remoção de minas e participaram na Operação Fishnet, que devastou a capacidade de pesca dos norte-coreanos.

### Nascimento dos Navy SEALs e da Guerra do Vietnã
O Presidente John F. Kennedy, consciente da situação no Sudeste Asiático, reconheceu a necessidade de uma guerra não convencional e de operações especiais como medida contra a guerra de guerrilha. Num discurso ao Congresso dos Estados Unidos em 25 de maio de 1961, Kennedy falou do seu profundo respeito pelas Forças Especiais do Exército dos Estados Unidos. Embora o seu anúncio do plano do governo de colocar um homem na Lua tenha atraído a maior parte da atenção, no mesmo discurso ele anunciou a sua intenção de gastar mais de 100 milhões de dólares para fortalecer as forças de operações especiais dos EUA e expandir as capacidades americanas na guerra não convencional. Algumas pessoas atribuem erroneamente ao Presidente Kennedy a criação dos Navy SEALs. O seu anúncio foi, na verdade, apenas um reconhecimento formal de um processo que estava em curso desde a Guerra da Coreia.
A Marinha precisava determinar seu papel na arena de operações especiais. Em março de 1961, o almirante Arleigh Burke, chefe de operações navais, recomendou o estabelecimento de unidades de guerrilha e contra-guerrilha. Essas unidades seriam capazes de operar no mar, no ar ou na terra. Este foi o início dos Navy SEALs. Todos os SEALs vieram das equipes de demolição subaquática da Marinha, que já haviam adquirido ampla experiência em guerra de comandos na Coreia; no entanto, as equipes de demolição subaquática ainda eram necessárias para a força anfíbia da Marinha.

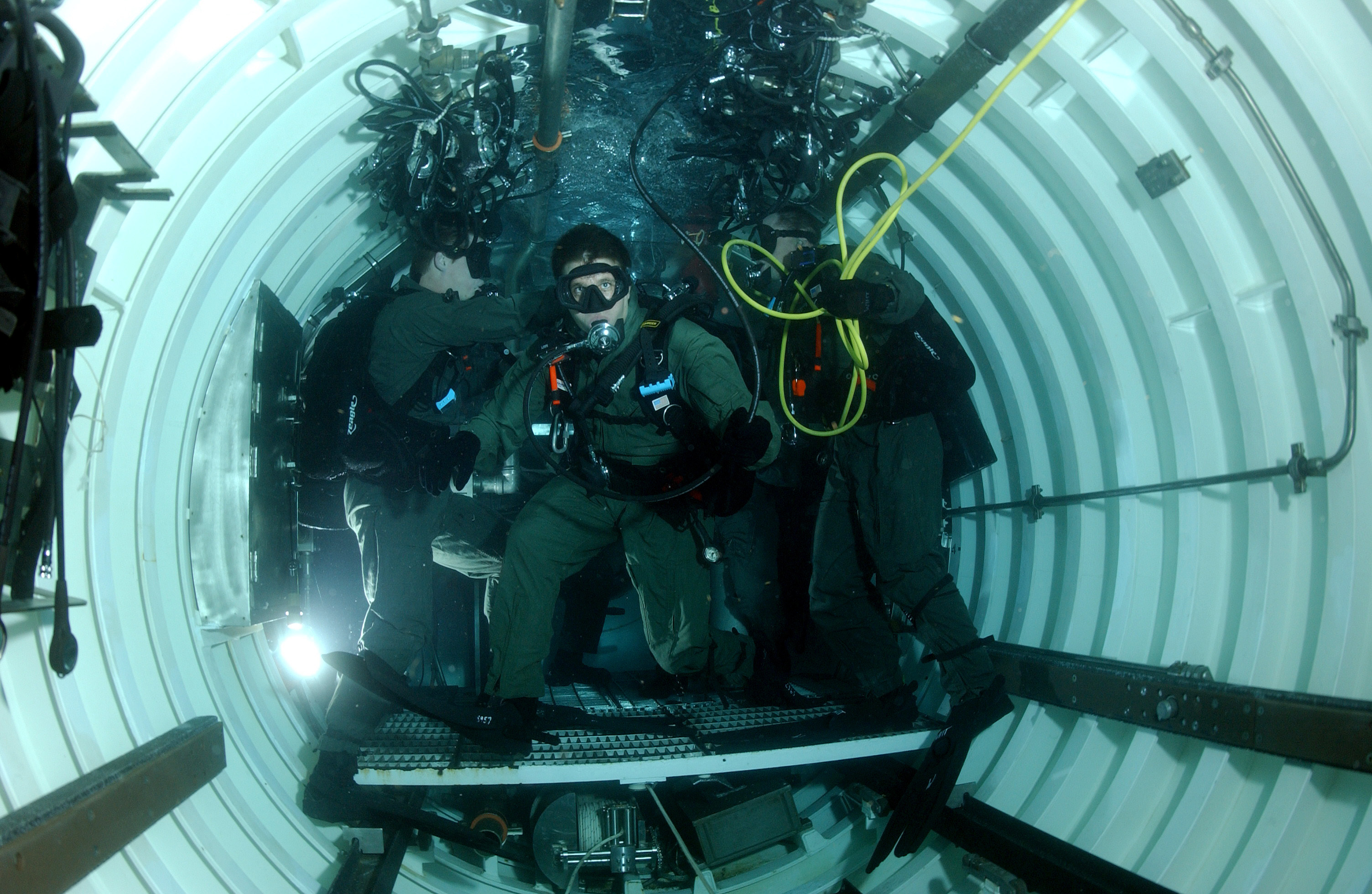
Membros da equipe dois do veículo de entrega SEAL em um abrigo de convés seco para submersos USS Philadelphia.

As duas primeiras equipes foram formadas em janeiro de 1962 e estacionados em ambas as costas dos EUA: Team One na Base Anfíbia Naval Coronado, em San Diego, Califórnia; e Team Two na Base Anfíbia Naval Little Creek, em Virginia Beach, Virgínia. Formada inteiramente por pessoal das UDT, a missão dos SEAL era conduzir operações de contra-guerrilha e operações clandestinas em ambientes marítimos e fluviais. Os homens das recém-formadas equipes SEAL foram treinados em áreas não convencionais como combate corpo a corpo, paraquedismo em grandes altitudes, demolições e línguas estrangeiras. Os SEALs participaram do treinamento de substituição da Equipe de Demolição Subaquática e passaram algum tempo treinando em UDTs. Ao chegarem a uma equipe SEAL, eles passariam por um curso de treinamento de SEAL Basic Indoctrination (SBI) em Camp Kerry, nas montanhas Cuyamaca. Após a aula de treinamento do SBI, eles entrariam em um pelotão e conduziriam o treinamento do pelotão.
De acordo com o membro fundador da equipe SEAL, Roy Boehm, as primeiras missões dos SEALs foram dirigidas contra a Cuba comunista. Estas consistiam na implantação de submarinos e na realização de reconhecimento de praia, num prelúdio a uma proposta de invasão anfíbia dos EUA na ilha. Em pelo menos uma ocasião, Boehm e outro SEAL contrabandearam um agente da CIA para terra para tirar fotos de mísseis nucleares soviéticos sendo descarregados no cais.
O Comando do Pacífico reconheceu o Vietnã como um potencial ponto crítico para forças não convencionais. No início de 1962, as UDT iniciaram levantamentos hidrográficos e, juntamente com outros ramos das Forças Armadas dos Estados Unidos, foi formado o Comando de Assistência Militar do Vietnã (MACV). Em março de 1962, os SEALs foram enviados ao Vietnã do Sul como conselheiros com o propósito de treinar comandos do Exército da República do Vietnã nos mesmos métodos com que eles próprios foram treinados.
A CIA começou a usar SEALs em operações secretas no início de 1963. Os SEALs foram posteriormente envolvidos no Programa Phoenix, patrocinado pela CIA, onde teve como alvo a infraestrutura e o pessoal da Frente Nacional para a Libertação do Vietname, também conhecidos como vietcongues (VC), para captura e assassinato.

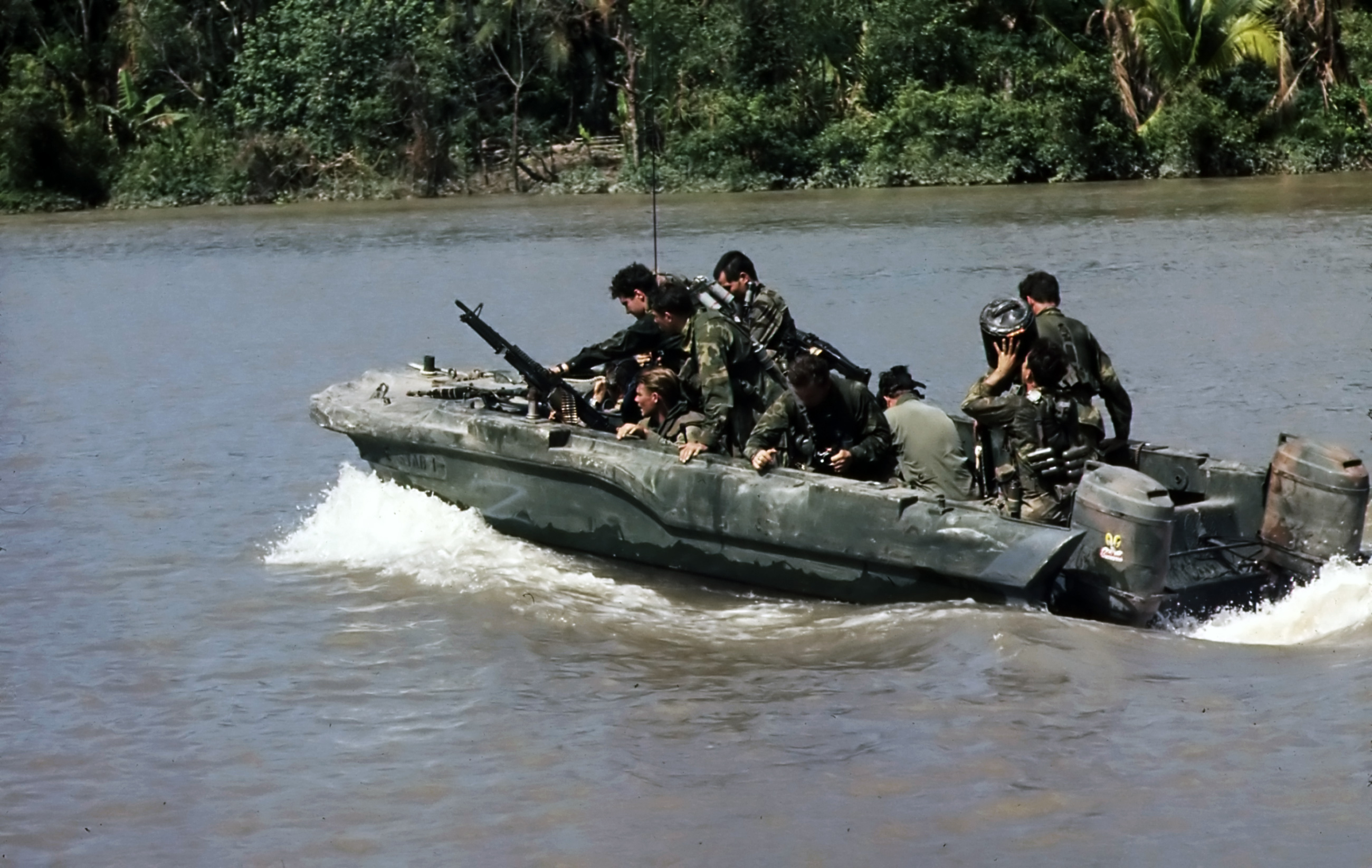
SEALs em patrulha no Delta do Mekong.

Os SEALs foram inicialmente implantados em Da Nang e arredores, treinando os sul-vietnamitas em mergulho de combate, demolições e táticas de guerrilha/anti-guerrilha. À medida que a guerra continuava, os SEALs encontraram-se posicionados na Zona Especial Rung Sat, onde deveriam interromper o abastecimento e os movimentos das tropas inimigas, e no Delta do Mekong para realizar operações ribeirinhas, lutando nas vias navegáveis interiores.
O combate com o VC foi direto. Ao contrário dos métodos convencionais de guerra de disparo de artilharia em um local coordenado, os SEALs operavam perto de seus alvos. No final da década de 1960, os SEALs tiveram sucesso num novo estilo de guerra, eficaz em ações anti-guerrilha e de guerrilha. Os SEALs trouxeram uma guerra pessoal ao inimigo em uma área anteriormente segura. O VC referiu-se a eles como "os homens com rostos verdes", devido à pintura facial de camuflagem que os SEALs usavam durante as missões de combate.
Em fevereiro de 1966, um pequeno destacamento do SEAL Team One chegou ao Vietnã do Sul para conduzir missões de ação direta. Operando a partir da Base de Nhà Bè, perto da Zona Especial Rung Sat, este destacamento sinalizou o início de uma presença SEAL que eventualmente incluiria 8 pelotões SEAL no país de forma contínua. Os SEALs também serviram como conselheiros para Unidades Provinciais de Reconhecimento e Lein Doc Nguio Nhia, os SEALs vietnamitas.

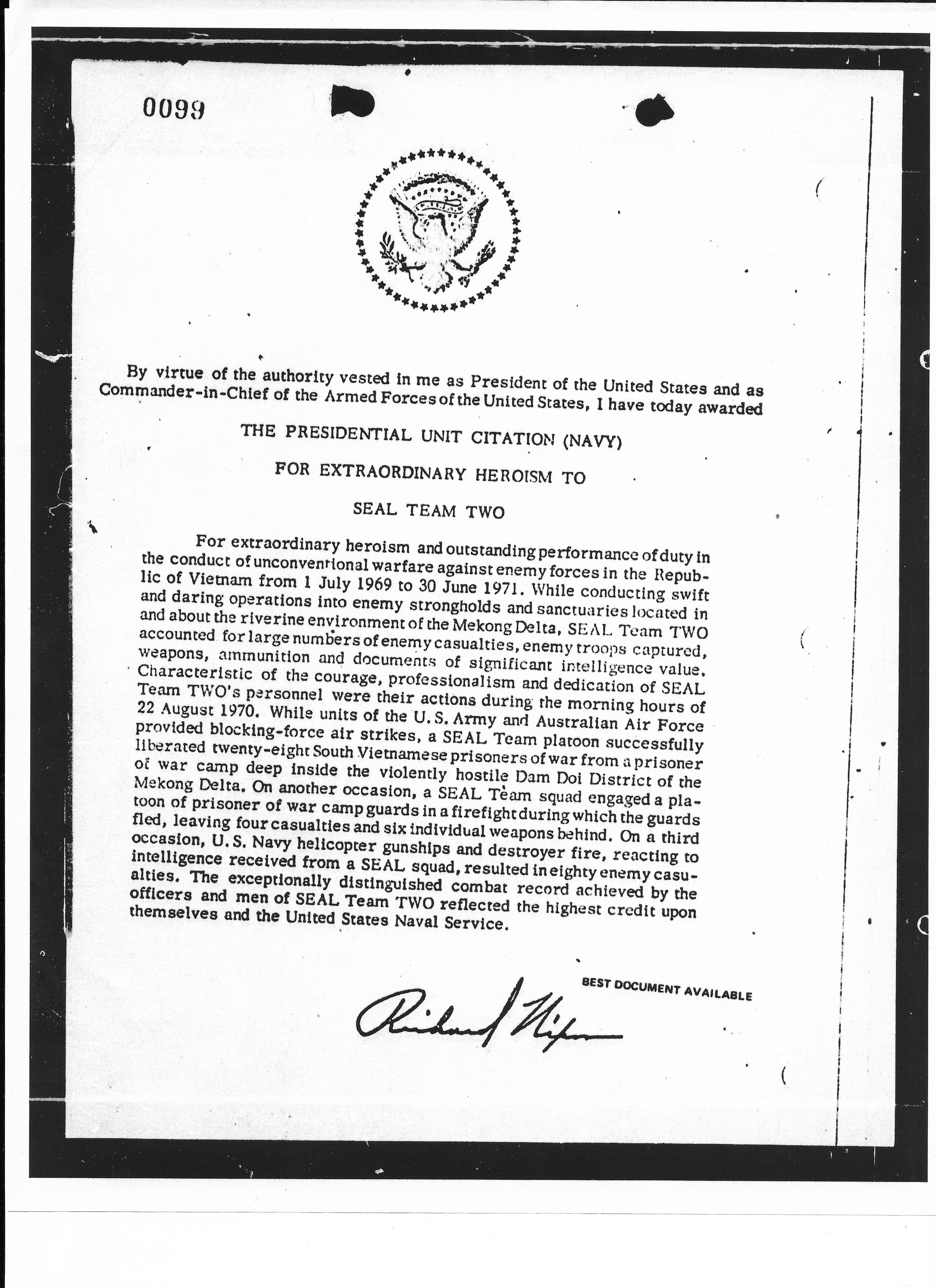
Citação Presidencial de Unidade concedido ao SEAL Team Two por extraordinário heroísmo no Vietnã de julho de 1969 a junho de 1971.

Os SEALs continuaram a fazer incursões no Vietnã do Norte e no Laos e secretamente no Camboja, controlados pelo Studies and Observations Group. Os SEALs Team Two iniciaram uma implantação única de membros da equipe SEAL trabalhando sozinhos com Comandos do Exército da República do Vietnã (ARVN). Em 1967, uma unidade SEAL chamada Detachment Bravo (Det Bravo) foi formada para operar essas unidades mistas dos EUA e ARVN.
Em 1970, o presidente Richard Nixon iniciou um plano de vietnamização, que retiraria os EUA da Guerra do Vietnã e devolveria a responsabilidade da defesa aos sul-vietnamitas. As forças convencionais estavam sendo retiradas; o último pelotão SEAL deixou o Vietnã do Sul em 7 de dezembro de 1971, e o último conselheiro SEAL deixou o Vietnã do Sul em março de 1973. Os SEALs estavam entre as unidades mais condecoradas por seu tamanho na guerra, recebendo em 1974 uma Medalha de Honra, duas Cruzes da Marinha, 42 Estrelas de Prata, 402 Estrelas de Bronze, duas Legiões de Mérito, 352 Medalhas de Comenda e 51 Medalhas de Conquista da Marinha. Os prêmios posteriores elevariam o total para três Medalhas de Honra e cinco Cruzes da Marinha. O SEAL Team One recebeu três Citações Presidencial de Unidade e uma Comenda da Unidade da Marinha; o SEAL Team Two recebeu duas Citações Presidencial de Unidade. No final da guerra, 48 SEALs foram mortos no Vietnã, mas as estimativas do seu número de mortes chegam a 2.000. O Navy SEAL Museum em Fort Pierce, Flórida, exibe uma lista dos 48 SEALs que perderam a vida em combate durante a Guerra do Vietnã.

### Reorganização
Em 1 de maio de 1983, o UDT-11 foi redesignado como SEAL Team Five, UDT–21 foi redesignado como SEAL Team Four, o UDT–12 tornou-se SEAL Delivery Vehicle Team One (SDVT–1), e o UDT–22 foi redesignado como SDVT-2. SEAL Team Three foi fundado em 1 de outubro de 1983 em Coronado, Califórnia. O SEAL Team Eight foi estabelecido em 1 de outubro de 1988 na Base Anfíbia Naval, Little Creek, Virgínia. O Comando de Operações Especiais dos Estados Unidos (SOCOM) foi estabelecido em abril de 1987 e seu componente Naval, o Comando de Guerra Especial Naval dos Estados Unidos (NAVSPECWARCOM), também conhecido como NSWC, foi estabelecido ao mesmo tempo.

### Granada
Tanto o SEAL Team Four quanto o SEAL Team Six, o antecessor do DEVGRU, participaram da invasão americana de Granada. As duas missões principais dos SEALs foram a extração do Governador-geral de Granada, Sir Paul Scoon, e a captura da única torre de rádio de Granada. Nenhuma das missões foi bem informada ou suficientemente apoiada por informações oportunas e os SEALs enfrentaram problemas desde o início. Em 24 de outubro de 1983, doze operadores do SEAL Team Six e quatro membros da Air Force Combat Control Team (CCT) conduziram uma inserção aérea de combate antes do amanhecer a partir de aeronaves C-130 Hercules com barcos de borracha infláveis Zodiac 40 quilômetros ao norte de Point Salines, Granada. A equipe entrou com equipamento de combate completo em condições de mau tempo, baixa visibilidade e ventos fortes. Quatro SEALs morreram afogados e nunca foram recuperados. Os SEALs se dividiram em duas equipes e prosseguiram com seus objetivos. Depois de cavar na mansão do governador, os SEALs perceberam que haviam esquecido de carregar seu telefone criptográfico via satélite. Enquanto as tropas granadinas e cubanas cercavam a equipe, o único rádio dos SEALs ficou sem bateria e eles usaram o telefone fixo da mansão para chamar o apoio de fogo do caça AC-130. Os SEALs foram presos na mansão durante a noite e foram substituídos e extraídos por um grupo de fuzileiros navais na manhã seguinte.
A equipe enviada à rádio também teve problemas de comunicação. Assim que os SEALs chegaram à instalação de rádio, não conseguiram levantar seu posto de comando. Depois de repelir várias ondas de tropas granadinas e cubanas apoiadas por veículos blindados de transporte de pessoal BTR-60, os SEALs decidiram que a sua posição na torre de rádio era insustentável. Eles destruíram a estação e abriram caminho até a água, onde se esconderam da patrulha das forças inimigas. Depois que o inimigo desistiu da busca, os SEALs, alguns feridos, nadaram para o mar aberto, onde foram extraídos várias horas depois, após serem avistados por uma aeronave de reconhecimento.

### Guerra Irã-Iraque
Durante os estágios finais da Guerra Irã-Iraque, a Marinha dos Estados Unidos começou a conduzir operações no Golfo Pérsico para proteger os navios com bandeira dos EUA contra ataques das forças navais iranianas. Um plano secreto foi implementado e denominado Operação Prime Chance. As equipes 1 e 2 dos SEAL, juntamente com várias unidades de barcos especiais e técnicos EOD, foram implantadas em barcaças de comando móveis e transportadas por helicópteros do 160.º Regimento de Aviação de Operações Especiais. Ao longo da operação, os SEALs conduziram missões VBSS (Visita, Embarque, Busca e Apreensão) para combater os barcos iranianos que colocam minas. A única perda de vidas ocorreu durante a derrubada do Iran Ajr. As evidências recolhidas no Iran Ajr pelos SEALs permitiram mais tarde à Marinha dos EUA rastrear as minas que atingiram o USS Samuel B. Roberts. Esta cadeia de eventos levou à Operação Praying Mantis, o maior envolvimento naval de superfície dos EUA desde a Segunda Guerra Mundial.

### Panamá

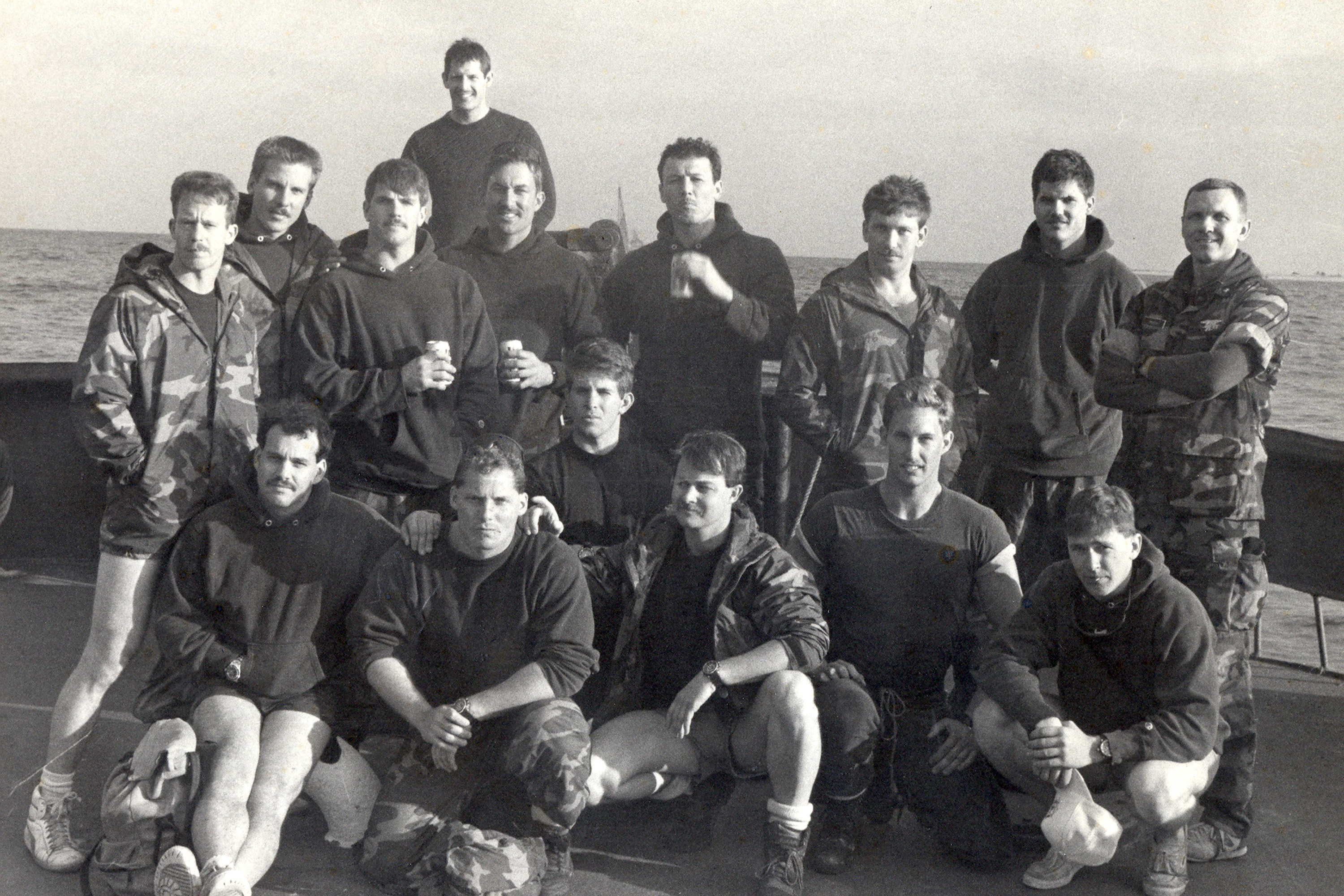
Membros do SEAL Team Four imediatamente antes do início da Operação Justa Causa.

A Marinha dos Estados Unidos contribuiu com extensos recursos de operações especiais para a invasão do Panamá, codinome Operação Justa Causa. Isso incluiu as equipes SEAL 2 e 4, a Naval Special Warfare Unit 8 e a Special Boat Unit 26, todas pertencentes ao grupo Naval Special Warfare 2; e o Naval Special Warfare Development Group (DEVGRU) separado. DEVGRU ficou sob a Força-Tarefa Azul, enquanto o Grupo Naval Special Warfare 2 compôs a totalidade da Força-Tarefa Branca. A Força-Tarefa Branca foi encarregada de três objetivos principais: a destruição dos recursos navais das Forças de Defesa do Panamá (PDF) no porto de Balboa e a destruição do jato particular de Manuel Noriega no Aeroporto de Paitilla (coletivamente conhecido como Operação Nifty Package), bem como isolar as forças do PDF na Ilha do Flamenco.
O ataque ao porto de Balboa pela Task Unit Whiskey está notavelmente marcado na história do SEAL como a primeira missão de combate a nadadores publicamente reconhecida desde a Segunda Guerra Mundial. Antes do início da invasão, quatro Navy SEALs nadaram debaixo d'água até o porto em rebreathers Draeger LAR-V e anexaram explosivos C-4 e destruíram a canhoneira pessoal de Noriega, a Presidente Porras.
Task Unit Papa foi encarregado de tomar o campo de aviação de Paitilla e destruir o avião de Noriega lá. Vários SEALs estavam preocupados com a natureza da missão que lhes foi atribuída, sendo que a apreensão do campo de aviação era geralmente domínio dos Rangers. Apesar destas dúvidas e da perda de surpresa operacional, os SEALs da TU Papa prosseguiram com a sua missão. Quase imediatamente após o pouso, os 48 SEALs foram atacados pelo fogo fulminante do PDF estacionado no campo de aviação. Embora o avião de Noriega tenha sido destruído, os SEALs sofreram quatro mortos, incluindo o suboficial Donald McFaul, e treze feridos.

### Guerra do Golfo Pérsico
Em agosto de 1990, os SEALs foram as primeiras forças ocidentais a serem enviadas para o Golfo Pérsico como parte da Operação Escudo do Deserto. Eles se infiltraram no Kuwait, a capital, poucas horas após a invasão, reuniram informações e desenvolveram planos para resgatar funcionários da embaixada dos Estados Unidos caso se tornassem reféns. Os SEALs também foram os primeiros a capturar prisioneiros de guerra iraquianos quando atacaram nove plataformas petrolíferas do Kuwait em 19 de janeiro de 1991. Em 23 de fevereiro de 1991, uma equipe SEAL de sete homens lançou uma missão para enganar os militares iraquianos, fazendo-os pensar que um ataque anfíbio ao Kuwait pelas forças da coligação era iminente, detonando explosivos e colocando boias de marcação a 500 metros da costa do Kuwait. A missão foi um sucesso e as forças iraquianas foram desviadas para leste, longe da verdadeira ofensiva da coligação. Os SEALs chegaram pela primeira vez à Cidade do Kuwait em seus veículos de patrulha do deserto quando esta foi recapturada.

### Intervenção na Somália
Em 6 de dezembro de 1992, como parte da Operação Restore Hope, os SEALs e tripulantes de barcos especiais da Unidade de Tarefa de Guerra Especial Naval Tripoli iniciaram uma operação de três dias realizando operações de reconhecimento nas proximidades do aeroporto e porto de Mogadíscio; antes do envio da Unified Task Force (UNITAF) para o país.
Em agosto de 1993, uma equipe de atiradores DEVGRU SEAL de quatro pessoas foi enviada para Mogadíscio para trabalhar ao lado da Delta Force como parte da Task Force Ranger na busca pelo senhor da guerra somali Mohammed Farah Aidid. Participaram em várias operações de apoio à CIA e ao Exército, culminando na Batalha de Mogadíscio de 3 de outubro, onde fizeram parte do comboio terrestre que invadiu o Hotel Olímpico. Todos os quatro SEALs receberiam mais tarde a Estrela de Prata em reconhecimento à sua bravura, enquanto o SEAL Howard E. Wasdin receberia um Coração Púrpura depois de continuar a lutar, apesar de ter sido ferido três vezes durante a batalha.

### Guerra no Afeganistão

#### Invasão
Imediatamente após os ataques de 11 de setembro de 2001, os Navy SEALs foram rapidamente enviados para Camp Doha, e aqueles que já estavam a bordo de navios da Marinha dos Estados Unidos no Golfo Pérsico e nas águas circundantes começaram a realizar operações VBSS contra navios suspeitos de terem ligações ou mesmo transportarem agentes da Al-Qaeda. As equipes 3 e 8 também começaram a se deslocar dos Estados Unidos para Omã e a se posicionar na Ilha de Maceira para operações no Afeganistão. Uma das preocupações imediatas dos SEAL era a falta de veículos adequados para realizar missões de reconhecimento especial (SR) no terreno acidentado e sem litoral do Afeganistão. Depois de emprestar e adaptar Humvees dos Rangers do Exército que também atuavam em Maceira, os SEALs inseriram-se no Afeganistão para conduzir o SR do que se tornaria Camp Rhino, como parte da Operação Liberdade Duradoura – Afeganistão (OEF-A). Esses estágios iniciais da OEF foram comandados por um colega SEAL, o contra-almirante Albert Calland.

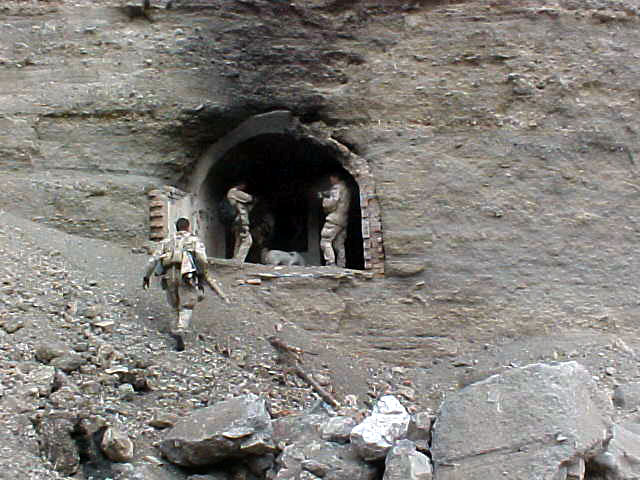
Força-Tarefa K-Bar em uma das entradas do complexo de cavernas Zhawar Kili

Como parte da Força-Tarefa Conjunta de Operações Especiais Combinadas (CJSOTF) sob o comando do General Tommy Franks no Comando Central dos Estados Unidos (CENTCOM), os SEALs do DEVGRU faziam parte da Força-Tarefa Sword, que foi criada no início de outubro de 2001. Era uma unidade negra das Forças de Operações Especiais (SOF) sob comando direto do Joint Special Operations Command (JSOC). Era uma força de caçadores-assassinos, cujo objetivo principal era capturar ou matar líderes seniores e high-value target (HVT) tanto da Al-Qaeda como dos Talibã. A Sword foi inicialmente estruturado em torno de um componente de dois esquadrões de operadores da Delta Force (Força-Tarefa Verde) e DEVGRU (Força-Tarefa Azul), apoiado por uma equipe de força de proteção Ranger(Força-Tarefa Vermelha), operadores de interceptação e vigilância de sinais da Intelligence Support Activity (ISA) (Força-Tarefa Laranja) e o 160.º Regimento de Aviação de Operações Especiais (Força-Tarefa Marrom). A Força-Tarefa K-Bar foi criada em 10 de outubro de 2001 e foi formada em torno de um Grupo de Guerra Especial Naval composto por SEALs das Equipes 2, 3 e 8 e Boinas Verdes do 1º Batalhão e 3º Special Forces Group; a força-tarefa foi liderada pelo capitão SEAL Robert Harward.
A principal tarefa do grupo de trabalho era conduzir missões de SR e site exploitation (ESS) no sul do país. Outras SOF da Coalizão - particularmente Kommando Spezialkräfte (KSK), Joint Task Force 2 (JTF2) e New Zealand Special Air Service - foram designadas para a força-tarefa. Como parte da Força-Tarefa Conjunta Interagências-Contraterrorismo (JIATF-CT) - atividade de integração e fusão de inteligência composta por pessoal de todas as unidades participantes da Operação Liberdade Duradoura - Afeganistão (OEF-A) - os SEALs do DEVGRU faziam parte da Força-Tarefa Bowie, eles foram incorporados à força-tarefa em Operações de Força Avançada (AFOs). Os AFOs eram unidades de reconhecimento de 45 homens compostas por especialistas de reconhecimento da Delta Force, complementados por SEALs selecionados do DEVGRU e apoiados por especialistas técnicos da ISA. Os AFOs foram criados para apoiar a FT Sword e foram encarregados da preparação da inteligência do campo de batalha, trabalhando em estreita colaboração com a CIA e reportando-se diretamente à Força-Tarefa Sword. As AFOs realizaram reconhecimento secreto - enviando pequenas equipes de 2 ou 3 homens para o 'quintal' da Al-Qaeda ao longo da fronteira com o Paquistão, os operadores da AFO implantariam postos de observação para observar e relatar movimentos e números inimigos, bem como reconhecimento ambiental; grande parte do trabalho foi feito a pé ou em quadriciclos.
Os SEALs estiveram presentes na Batalha de Qala-i-Jangi em novembro de 2001 ao lado de seus homólogos da Special Boat Service (SBS) britânica. O suboficial Stephen Bass foi condecorado com a Cruz da Marinha por suas ações durante a batalha.
Antes dos fuzileiros navais desembarcarem em Camp Rhino em novembro de 2001, uma equipe de reconhecimento SEAL do SEAL Team Eight conduziu o reconhecimento da área. Eles foram erroneamente engajados por helicópteros de ataque AH-1W em órbita, mas os SEALs conseguiram transmitir uma mensagem aos fuzileiros navais antes de sofrerem baixas. A missão SR na região de Camp Rhino durou quatro dias após os quais duas equipes de controle de combate da Força Aérea dos Estados Unidos fizeram um salto noturno HALO para ajudar os SEALs a orientar os fuzileiros navais da 15ª Unidade Expedicionária de Fuzileiros Navais que assumiram o controle da área e estabeleceu uma base operacional avançada.

#### Pós-invasão

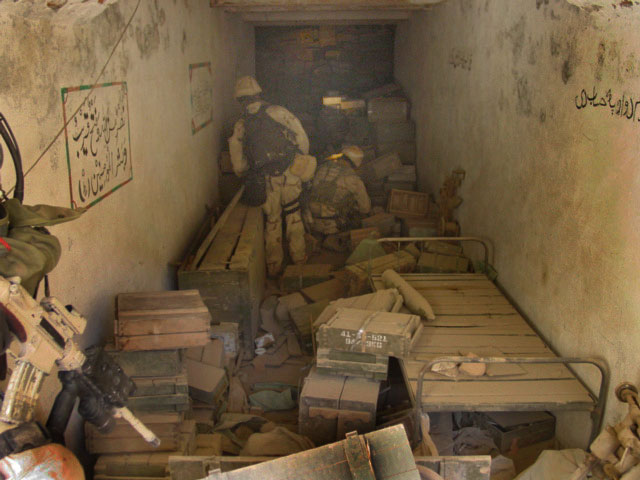
SEALs da Força-Tarefa K-Bar procurando munições encontradas no complexo de cavernas Zhawar Kili

Em janeiro de 2002, após a Batalha de Tora Bora, outra série de cavernas foi descoberta em Zhawar Kili, ao sul de Tora Bora; ataques aéreos atingiram os locais antes que as equipes da SOF fossem inseridas na área. Um pelotão SEAL da SEAL Team 3, incluindo vários de seus Veículos de Patrulha do Deserto, acompanhado por um elemento KSK alemão, uma equipe SOF norueguesa e equipes de reconhecimento JTF2 passaram cerca de nove dias conduzindo SSE extenso, limpando cerca de 70 cavernas e 60 estruturas na área,  recuperando uma enorme quantidade de informações e munições, mas não encontraram nenhum combatente da Al-Qaeda. As operações SEAL subsequentes durante a invasão do Afeganistão pelos Estados Unidos foram conduzidas dentro da Força-Tarefa K-Bar, uma unidade conjunta de operações especiais das Forças Especiais do Exército dos Estados Unidos, equipes de táticas especiais da Força Aérea dos Estados Unidos e forças de operações especiais da Noruega, Alemanha, Austrália, Nova Zelândia, Canadá e Dinamarca. A Força-Tarefa K-Bar conduziu operações de combate em enormes complexos de cavernas perto da cidade de Kandahar e território circundante, na cidade de Prata Ghar e em centenas de quilômetros de terreno acidentado no sul e leste do Afeganistão. Ao longo de seis meses, a Força-Tarefa K-Bar matou ou capturou mais de 200 combatentes do Talibã e da Al-Qaeda e destruiu dezenas de milhares de quilos de armas e munições.
Em fevereiro de 2002, enquanto estava em Camp Rhino, a CIA transmitiu informações de um drone Predator operando na província de Paktia de que o talibã Mullah Khirullah Said Wali Khairkhwa foi visto saindo de um prédio por um comboio de veículos. Os SEALs e os comandos dinamarqueses Jægerkorpset embarcaram nos helicópteros Pave Low da Força Aérea e capturaram Khairkhwa na estrada menos de duas horas depois. Os SEALs continuaram a realizar operações de reconhecimento para os fuzileiros navais até partirem, após terem passado 45 dias no terreno.
Em março de 2002, os SEALs do DEVGRU e dos SEAL Team 2, 3, 8 participaram extensivamente na Operação Anaconda. Durante o que ficaria conhecido como a Batalha de Takur Ghar, durante a inserção de um MH-47E Chinook, o PO1 Neil Roberts do DEVGRU, foi atirado de seu helicóptero quando foi atacado por combatentes entrincheirados da Al Qaeda. Roberts foi posteriormente morto após enfrentar e lutar contra dezenas de inimigos por quase uma hora. Vários SEALs foram feridos em uma tentativa de resgate e seu Controlador de Combate da Força Aérea, o Sargento Técnico John Chapman, foi morto. As tentativas de resgatar o SEAL também levaram à morte de vários Rangers do Exército dos EUA e de um Pararescue da Força Aérea atuando como Força de Reação Rápida.

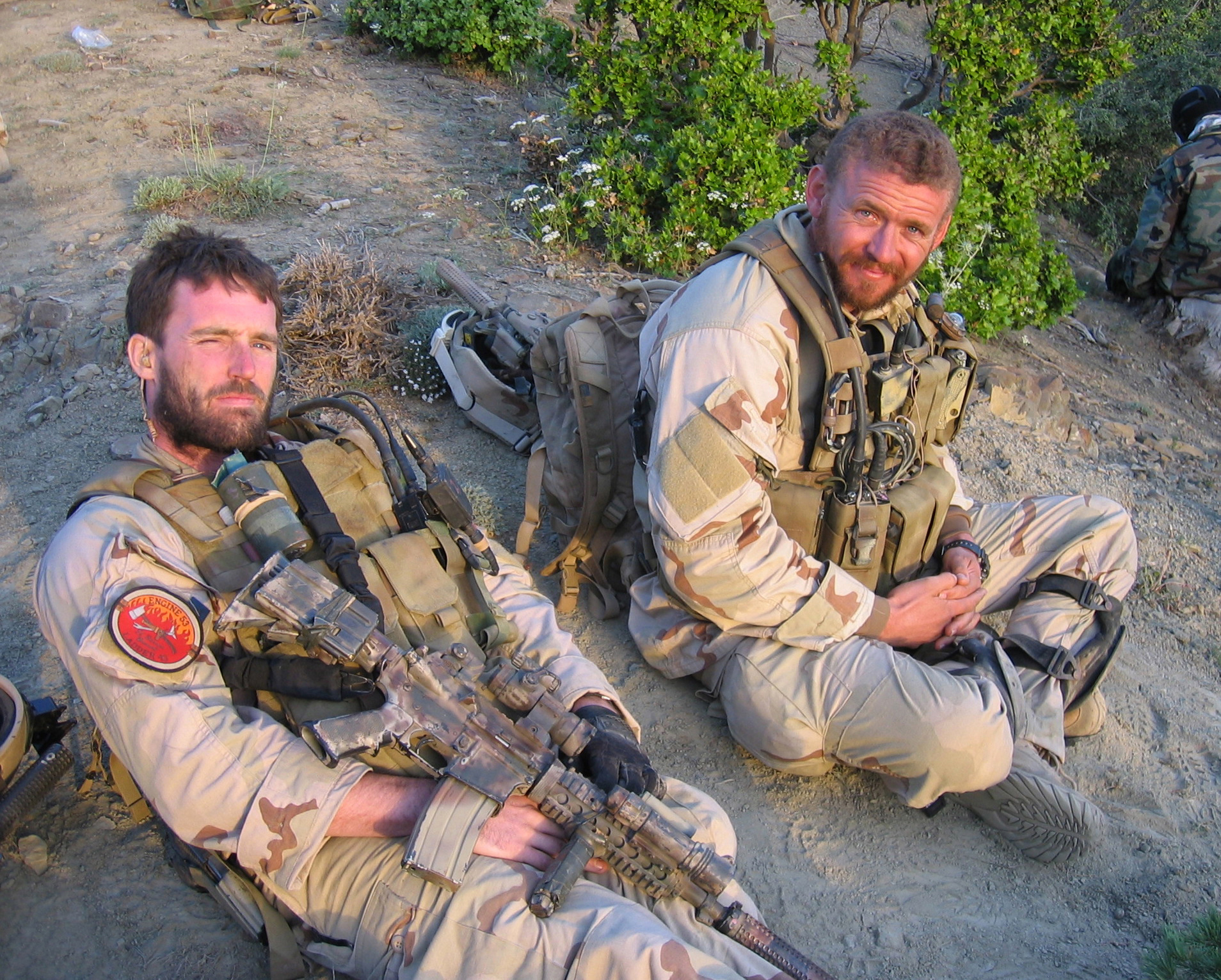
Navy SEALs LT Michael P. Murphy e STG2 Matthew Axelson no Afeganistão, ambos mortos em combate.

Mais tarde, em 2002, o CJSOFT tornou-se um único comando integrado sob o CJTF-180 mais amplo que comandava todas as forças dos EUA designadas para OEF-A, foi construído em torno de um Grupo de Forças Especiais do Exército (composto por soldados de unidades da Guarda Nacional dos Estados Unidos) e equipes SEAL. Um pequeno elemento JSOC (anteriormente Força-Tarefa Sword/11) não sob o comando direto do CTJF - incorporado no CJSOFT, consistia em um elemento conjunto SEAL e Ranger que alternava o comando e não estava sob o comando direto da Força Internacional de Apoio à Segurança (ISAF), embora operasse em apoio à operações da OTAN.
Em junho de 2005, o tenente Michael P. Murphy foi condecorado postumamente com a Medalha de Honra depois que sua equipe de contrainsurgência de reconhecimento de quatro homens quase foi exterminada durante a Operação Red Wings. Depois que a equipe de quatro homens perdeu Danny Dietz, ele se colocou à vista para chamar o quick response force (QRF). Ele logo depois morreu devido aos ferimentos sofridos. Matthew Axelson também morreu nesta operação. O QRF nunca chegou ao local; foi atingido por um RPG matando oito Navy SEALs e oito Army Night Stalkers. Marcus Luttrell foi o único sobrevivente desta operação.

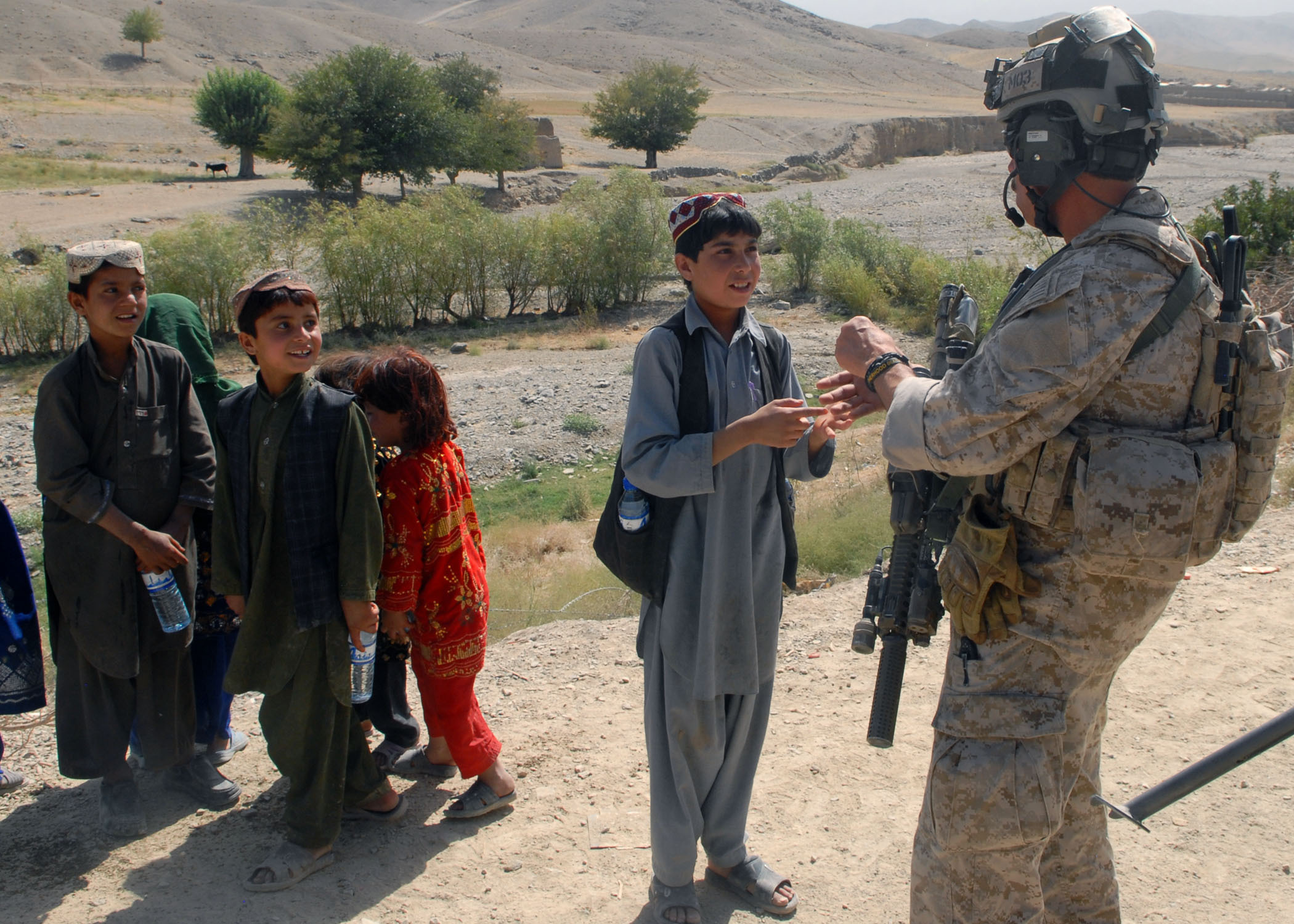
Um SEAL, designado para a Força-Tarefa de Operações Especiais-Sudeste, cumprimenta crianças em um vilarejo na província de Oruzgan, em 30 de agosto de 2012.

No início de 2010, o General de brigada Scott Miller assumiu o comando da CJSOTF-Afeganistão e designou praticamente todas as SOF no teatro para uma nova função de contrainsurgência que ficaria conhecida como Programa ALP/VSO (Afghan Local Police/Village Stability Operations), a SOF no Afeganistão foi organizado em Special Operations Task Forces (SOTF) de nível de batalhão, cada um com uma área geográfica de responsabilidade - os SEALs receberam o sudeste do Afeganistão. Para aumentar a segurança de sua aldeia VSO designada, um pelotão SEAL no distrito de Chora, província de Uruzgan, construiu um muro construído com 500 metros (550 jardas) de barreira hesco para desviar os movimentos insurgentes. Os SEALs e outras SOTF ainda conduziam missões de ação direta, mas agora faziam parceria com as forças afegãs.
Em 6 de agosto de 2011, dezessete SEALs foram mortos quando seu helicóptero CH-47 Chinook foi abatido por um RPG disparado por militantes do Talibã. Os SEALs estavam a caminho para apoiar os Rangers que estavam sendo atacados enquanto tentavam capturar um líder sênior do Talibã no Vale Tangi. Quinze dos SEALs pertenciam ao Naval Special Warfare Development Group. Dois outros eram SEALs designados para uma unidade de Naval Special Warfare baseada na Costa Oeste. Um total de 30 americanos e oito afegãos morreram no acidente, tornando-se a maior perda de vidas dos EUA na Guerra Global contra o Terrorismo.
Em 16 de agosto de 2012, os SEALs na província de Oruzgan conduziram uma operação conjunta no Vale Shah Wali Kot, onde sofreram a perda de um helicóptero Black Hawk quando foi atingido por um RPG insurgente. O acidente matou 11 militares (sete americanos e quatro afegãos).
Em dezembro de 2012, os SEALs do DEVGRU resgataram um médico norte-americano que havia sido sequestrado alguns dias antes. Porém, durante a operação a unidade sofreu uma fatalidade, o Suboficial de 1ª Classe Nicolas D. Checque. O Chefe Sênior Edward Byers recebeu a Medalha de Honra por suas ações durante esta missão.
Em maio de 2013, o contra-almirante Sean Pybus, comandante da Navy Special Warfare, afirmou que a unidade reduziria pela metade o número de pelotões SEAL no Afeganistão até o final de 2013. Pybus também acrescentou que a unidade já está “passando por uma transição de volta às suas raízes marítimas”, colocando mais ênfase em missões marítimas, depois de estar envolvida em missões principalmente sem litoral desde 2001.

### Guerra do Iraque

#### Invasão

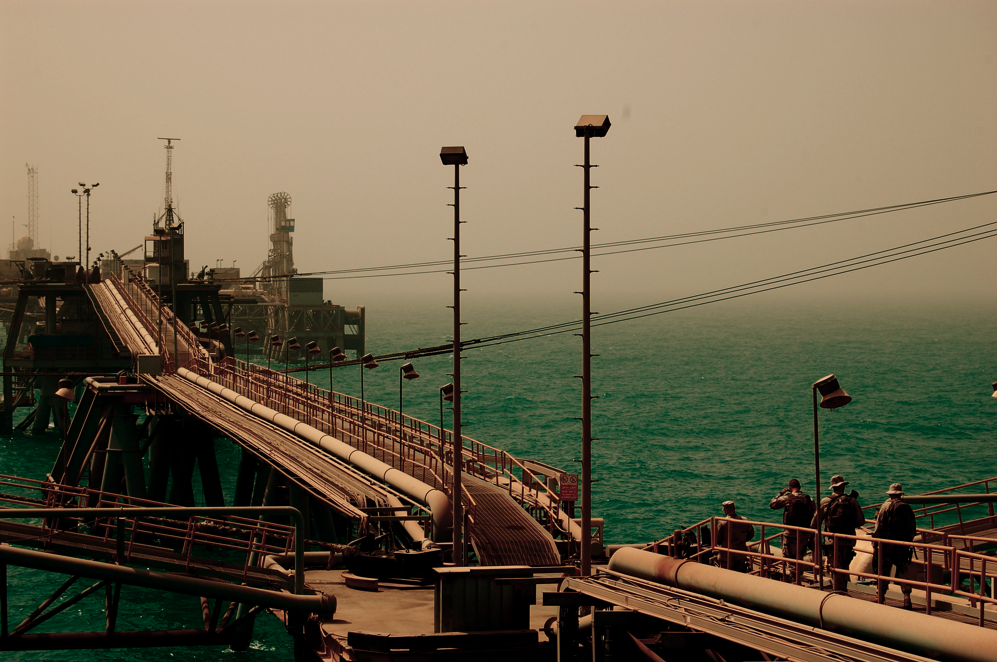
Pessoal de segurança militar dos EUA no Terminal Petrolífero de Al Basrah após sua captura.

Para a invasão do Iraque em 2003, um esquadrão do DEVGRU operou como parte da Força-Tarefa 20. Seu papel era conduzir ataques helitransportados de ação direta, especialmente contra high-value target (HVTs). O Naval Special Operations Task Group foi designado para a Operação Iraqi Freedom e foi construído em torno de um núcleo de equipes SEAL 8 e 10, GROM polonês, fuzileiros navais reais do 40 e 42 Commando sob o comando da 3 Commando Brigade e operações Psy e civis anexadas dos EUA. O Naval Task Group foi encarregado principalmente de capturar o porto de Umm Qasr, o único porto de águas profundas do Iraque; as instalações de oleodutos da Península de Al-Faw; e as duas plataformas offshore alimentadas pelos oleodutos. Uma vez assegurados estes conjuntos de alvos iniciais, o Task Group apoiaria as forças convencionais no sul, conduzindo atividades de reconhecimento e de ataque. O apoio da aviação foi fornecido tanto pela Marinha Aérea do 15th Marine Expeditionary Unit quanto pelo 20th Special Operations Squadron.
Vários dias antes do início da invasão, duas equipes SEAL Delivery Vehicle (SDV) foram lançadas da Embarcação de Operações Especiais Mark V no Golfo Pérsico. Seus objetivos eram o reconhecimento hidrográfico dos Terminais Petrolíferos de Al Basrah (MABOT) e Khawr Al Amaya (KAAOT). Depois de nadar sob os terminais e proteger seus Mark 8 mod 1s, os SDV passaram várias horas tirando fotos e monitorando a atividade iraquiana em ambas as plataformas antes de retornar aos seus barcos. Em 20 de março de 2003, SEALs Team 8, 10 (31 SEALs, 2 Explosive Ordnance Disposal (EOD) da Marinha, um controlador de combate da Força Aérea e vários intérpretes iraquianos) moveram-se para tomar o terminal petrolífero MABOT enquanto operadores GROM atacavam os Terminais Petrolíferos KAAOT. Os terminais foram rapidamente apreendidos sem vítimas, e os explosivos encontrados nos terminais foram protegidos pelos operadores do GROM.
As estações de bombeamento baseadas em terra (conhecidas como Estações de Monitoramento e Medição MMS) e seus oleodutos na Península de Al-Faw foram apreendidos por 12 SEALS da Team 3, que foram montados em Desert Patrol Vehicle (DPVs). Eles decolaram do Kuwait e foram colocados sob fogo antiaéreo iraquiano por helicópteros MH-53. A área alvo foi “suavizada” pelas bombas JDAM lançadas de B-52 sobre bunkers, trincheiras e abrigos iraquianos em torno das instalações petrolíferas. Após um breve tiroteio em que os SEALs mataram um soldado iraquiano e capturaram treze, os SEALs garantiram o MMS e os oleodutos e foram substituídos pelos Royal Marines do 40 Commando. Os SEALs aconselharam os fuzileiros navais, ajudando a coordenar o apoio de fogo dos AC-130 Spectres às forças iraquianas. A outra estação de bombeamento em terra em Umm Qasr foi protegida por SEALs e Royal Marines; antes de pousarem, AC-130 Spectres e A-10As enfrentaram uma instalação de míssil superfície-ar próxima e uma unidade mecanizada iraquiana de resposta. Os SEALs protegeram as instalações enquanto os Royal Marines limpavam os bunkers iraquianos, matando vários soldados iraquianos.
Outras operações do Naval Task Group incluíram elementos de três pelotões SEAL em caminhões Ground Mobility Vehicle (GMV) e DPVs apreendendo o MMS al Zubayr, enquanto o I Marine Expeditionary Force (I MEF) atacou os campos petrolíferos de Rumaylah ao norte de al-Faw. Os SEALs e as equipes de barcos especiais ajudaram a proteger as hidrovias Khawr Abd Allah e Khawr Az Zubyar, o que permitiu a entrega de suprimentos humanitários ao porto de Umm Qasr. Os SEALs da unidade que protegeu o MMS al-Faw também realizaram reconhecimento na hidrovia Shat Al Arab, que mais tarde foi protegida pelas forças britânicas. Os SEALs também estiveram envolvidos em várias missões Visit, Board, Search, and Seizure (VBSS) com as forças britânicas e australianas para apreender embarcações iraquianas que transportavam minas marítimas.
Os planadores militares da coligação estavam preocupados que as forças iraquianas em retirada destruíssem a barragem hidroelétrica de Mukatayin, localizada a 92 quilômetros a nordeste de Bagdá, numa tentativa de retardar o avanço das tropas americanas. Além de restringir a manobra das forças da Coligação, a destruição da barragem negaria necessidades críticas de energia à área circundante, bem como causaria inundações massivas e perda de vidas civis iraquianas. Uma equipe mista de SEALs do Team 5 e do GROM foi chamada para tomar a barragem. Esta força voou durante várias horas por seis MH-53J Pave Lows da Força Aérea dos Estados Unidos; a força consistia em 20 SEALs (com seis atiradores SEAL extras em um helicóptero carregando o elemento de comando e controle SEAL) e dois operadores EOD junto com 35 operadores GROM para a barragem. Os SEALs empregaram DPVs em posições de bloqueio para se defenderem contra contra-ataques e bandos itinerantes de bandidos iranianos que cruzavam a fronteira e invadiam cidades iraquianas. Tal como em Al Faw, os SEALs consideraram os seus DPVs (a unidade SEAL no MMS al-Faw perdeu todos os DPVs, exceto dois, quando ficaram atolados na lama oleosa) ineficazes, e isto marcou a última vez que os empregariam em Iraque. Os SEALs e GROM a pé saíram de seus helicópteros e imediatamente atacaram a barragem. As tropas iraquianas que guardavam a barragem renderam-se sem luta e, com exceção de um soldado do GROM que quebrou um tornozelo durante a inserção, nenhuma vítima foi sofrida na operação. Depois de várias horas de busca na barragem em busca de forças hostis restantes ou quaisquer explosivos, os SEALs protegeram a barragem e a mantiveram por cinco dias até serem substituídos pelo avanço de elementos do Exército dos EUA.
Durante a Batalha de Basra, os SEALs, juntamente com a Brigade Patrol Troop e o 539 Assault Squadron RM, tentaram uma abordagem marítima para Basra através da hidrovia Shatt al-Arab, mas foram interceptados por embarcações de patrulha da Guarda Revolucionária Iraniana e não queriam enfrentá-los, então eles se retiraram. Em 6 de abril de 2003, depois de se mudarem mais acima na hidrovia, eles se infiltraram com sucesso pela hidrovia, usando Unmanned Aerial Vehicle (UAVs) que chamaram de "demonstração de força" e um ataque aéreo de um USMC Harrier contra as tropas iraquianas, os SEALs então se dirigiram para a casa de Chemical Ali's com equipes SSE para encontrar vestígios de armas químicas. Os SEALs realizaram missões em torno de Nasiriyah, realizando reconhecimento nas aldeias vizinhas e enfrentando pontos fortes inimigos ignorados pelo avanço da Marinha dos EUA. Pelotão Charlie, SEAL Team 3, mais tarde operou à frente do avanço da Marinha, realizando missões semelhantes. As unidades SEAL e GROM continuaram a cooperar durante o resto da fase de invasão, com ataques e missões anti-atiradores em Bagdá.

#### Pós-invasão
Após a invasão, os pelotões SEAL circularam pelo Iraque, supervisionando as patrulhas dos EUA e do Iraque e orientando diretamente as forças iraquianas locais; eles também conduziram missões de vigilância e atiradores em locais problemáticos conhecidos. Em setembro de 2004, um atirador SEAL foi encarregado de estabelecer uma posição de vigilância e vigilância com vista para a Rua Haifa. Eles foram inseridos por Bradley IFVs de uma unidade do 9º Regimento de Cavalaria, porém foram avistados e atacados por insurgentes. Os SEALs notificaram os Bradleys, eles voltaram, atiraram contra os insurgentes e montaram um cordão para que os SEALs fossem extraídos, um Bradley foi destruído por um carro-bomba, não houve vítimas e os SEALs foram extraídos.
No intervalo entre a Primeira Batalha de Faluja e a Segunda Batalha de Faluja, os insurgentes em Faluja sabiam que o ataque da coligação era inevitável e sob a orientação do influxo de combatentes estrangeiros, começaram a construir redes defensivas em toda a cidade-que vão desde edifícios fortificados, linhas de trincheiras, bermas, carros-bomba estrategicamente colocados e IEDs. Nos preparativos para a segunda batalha, os SEALs realizaram reconhecimento perto das bermas e testaram relatos de que os insurgentes estavam equipados com equipamento de visão noturna. Eles provaram isso lançando uma luz química infravermelha na rua que atraiu tiros de armas pequenas. Os SEALs, juntamente com o 5th Special Forces Group, Marine Force Recon e Det One e outros elementos do JSOC, estiveram fortemente envolvidos na definição das operações antes do dia D de 7 de novembro, quando as forças da coalizão entraram na cidade. A formação das SOF incluiu simulações sofisticadas para enganar os insurgentes quanto à direção do ataque final, reconhecimento de alvos próximos e missões de ação direta onde um nó logístico ou uma fábrica de IED fosse alvo. Quando a ofensiva contra os insurgentes na cidade começou, muitas das companhias da Marinha dos EUA tinham equipes de atiradores SEAL anexadas a elas, principalmente das equipes 3, 5 e 10.
A partir de 2005, os SEALs estavam fortemente comprometidos com o oeste do Iraque, na província de Al Anbar, e os terroristas da Tanzim Qaidat al-Jihad fi Bilad al-Rafidayn, também conhecido como Al-Qaeda no Iraque (AQI), que escaparam de Faluja se mudaram para Ramadi. Uma unidade de tarefa SEAL foi alocada com os fuzileiros navais na base aérea de Al Asad e enviou elementos para Ramadi e Habbaniyah. Os SEALs foram inicialmente encarregados de desenvolver alvos para os fuzileiros navais e fornecer vigilância de atiradores para suas patrulhas. Os SEALs já estavam treinando uma unidade do Exército Iraquiano em Habbaniyah, embora a foreign internal defense (FID) fosse seu foco principal até o final daquele ano. Uma unidade de tarefa SEAL geralmente compreendia dois pelotões SEAL individuais: cada pelotão era composto por elementos de esquadrão de sete homens comandados por um oficial subalterno, três dessas unidades de tarefa (embora uma quarta fosse frequentemente adicionada) junto com um destacamento de Special Boat Team e um Headquarters Team (incluindo pessoal integral de inteligência, seleção de alvos e EOD) formou um Naval Special Warfare Squadron. De acordo com Dick Couch, os SEALs começaram a FID com duas unidades iraquianas - os Army Scouts, que conduziam missões convencionais de reconhecimento, e o Special Missions Platoon (SMP), uma unidade formada localmente que mais tarde lutaria ao lado dos SEALs. Apesar de vários desafios, os SEALs logo conduziram operações com unidades parceiras, particularmente em Reconhecimento Especial, com foco no aspecto de vigilância, enquanto o Exército ou Fuzileiros Navais convencionais dos EUA conduziam ataques e prisões. O carregamento típico dos SEALs em Ramadi incluía a carabina M4, otimizada para combate corpo a corpo com um cano de 10 polegadas equipado com um supressor de som de 6 polegadas, lanterna Surefire e mira EOTech, cano curto e punho dianteiro e sete carregadores.
À medida que os SEALs começavam a avançar em Ramadi, a AQI começava a infiltrar-se na área, visando os xeques locais e convencendo-os a permitir que os jihadistas casassem com membros de tribos locais, consolidando assim a sua base de poder e os xeques que resistiam a estes avanços eram recebidos com a brutalidade típica da AQI. Os esforços da Al-Qaeda para instalar um governo paralelo ao estilo da Xaria em Ramadi levaram à queda da AQI - quando no primeiro semestre de 2006, no período que antecedeu a Segunda Batalha de Ramadi, os SEALs, cada vez mais se associaram às forças convencionais da 1st Brigade Combat Team (1st BCT), 1st Armored Division (1st AD) que planejava a ofensiva. Os SEALs, juntamente com os Scouts e o SMP, conduziriam tarefas de reconhecimento, vigilância e vigilância de atiradores; com sua própria célula de seleção de alvos, eles também começaram a realizar ataques contra líderes insurgentes locais. O 1º BCT iniciou a ofensiva concertada para libertar Ramadi dos combatentes da AQI.

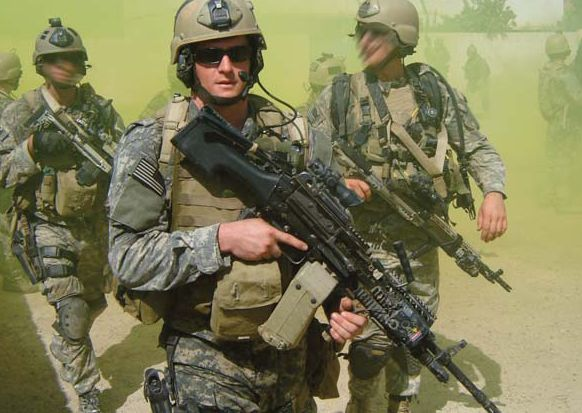
Suboficial de 2a. Classe Michael A. Monsoor.

Em 29 de setembro de 2006, enquanto estava em uma posição de vigilância no telhado, o suboficial Michael A. Monsoor morreu após saltar sobre uma granada inimiga durante um tiroteio no telhado, dois SEALs no telhado ficaram gravemente feridos pelos fragmentos de granada e seus batedores iraquianos locais correram de volta para a cobertura do prédio, um quarto SEAL (apenas ferido levemente), conseguiu comunicar por rádio com seus colegas e fazer com que os batedores respondessem ao fogo. Um SEAL em uma segunda posição de vigilância imediatamente passou por fogo pesado para alcançar Monsoor (que mais tarde morreu devido aos ferimentos nas costas de um Bradley VCI) e os SEALs feridos, Monsoor foi mais tarde premiado com a Medalha de Honra e a Estrela de Prata.
Os avanços das forças convencionais e dos SEAL em Ramadi, combinados com as tácticas brutais da AQI, ajudaram a aumentar o recrutamento numa iniciativa da polícia local – o programa foi concebido para trazer as milícias dos Xeques locais para as Forças de Segurança Iraquianas. Esses voluntários serviriam localmente em suas comunidades para defendê-las contra a Al-Qaeda, um mês após o sequestro e assassinato do Xeque Khalid pela AQI (que provou ser o ponto de inflexão), os Xeques assinaram uma declaração concordando em lutar contra a AQI e no final de 2006, até antigos insurgentes juntaram-se à polícia local (mais tarde conhecida como o Despertar de Anbar). No final da batalha, cerca de 1.100 terroristas foram mortos. Em Faluja, a unidade de trabalho SEAL também esteve fortemente envolvida nos combates. Em uma operação conjunta para capturar um líder da AQI, eles entraram no prédio alvo e foram alvejados, resultando na morte de um Iraqi Scout e em um SEAL gravemente ferido, dois SEALs responderam ao fogo e entraram no prédio, ambos os SEALs entraram em salas diferentes, em uma sala o SEAL encontrou três insurgentes que abriram fogo à queima-roupa, outro SEAL do outro lado do corredor foi atingido na cabeça e morto, o SEAL na sala com o os insurgentes mataram os três.
Em setembro de 2009, em um ataque noturno em Faluja, os SEALs capturaram Ahmad Hashim Abd al-Isawai (apelidado de "Açougueiro de Faluja"), um proeminente terrorista da Al-Qaeda que foi o cérebro por trás da emboscada de Faluja em 2004. Al-Isawai fez acusações de maus-tratos enquanto estava sob custódia e testemunhou em abril de 2010 nas cortes marciais que se seguiram contra três SEALs (todos os quais foram absolvidos). Posteriormente, as autoridades iraquianas julgaram e executaram al-Isawi por enforcamento em algum momento antes de novembro de 2013.

### Operação Liberdade Duradoura - Filipinas
A Operation Enduring Freedom – Philippines (OEF-P) foi criada em 2002 para conduzir operações em parceria de longo prazo com unidades de operações especiais e de inteligência do Exército Filipino, bem como com unidades policiais, para combater a ameaça representada pelos grupos terroristas Abu Sayyaf (ASG) e Jemaah Islamiyah (JI). Grande parte deste trabalho foi atribuído ao 1st Special Forces Group (1º SFG); SEALs e a USAF Special Operations que também tiveram presença de longo prazo nas Filipinas. Existem poucos detalhes operacionais confirmados sobre os SEALs e os Boinas Verdes conduzindo operações em parceria, embora elementos sejam parceiros do Exército Filipino e da SOF; houve menções de Boinas Verdes e SEALs feridos. Em 21 de junho de 2002, os SEALs nos rigid inflatable boat (RIBs) apoiaram o Grupo de Operações Especiais Navais das Filipinas na operação que matou Abu Sabaya, um líder sênior do ASG. Um UAV Predator dos EUA marcou o high-value target com um laser infravermelho enquanto ele tentava escapar em um barco de contrabandistas; os MH-47Es do 160º SOAR usaram holofotes montados em seus helicópteros para localizar o barco do alvo enquanto operadores do Grupo de Operações Especiais Navais das Filipinas abriram fogo contra o barco, matando o líder terrorista e capturando outros quatro terroristas com ele.

### Operação Liberdade Duradoura - Chifre da África
Como parte da Operation Enduring Freedom – Horn of Africa (OEF-HOA), a Naval Special Warfare Unit 10 está implantada em Camp Lemonnier, Djibouti, sob o comando do Special Operations Command and Control Element-Horn of Africa (SOCCE-HOA), que comanda todas as unidades SOCOM designadas para treinamento ou missões operacionais na região. As operações especiais realizadas na Somália são conduzidas sob o codinome: Operação Octave Dune, como parte do esforço geral na Somália, que é conhecido como Operação Octave Shield.
Antes de o Djibouti se tornar o epicentro das operações antiterroristas na África, eram lançadas operações unilaterais a partir de locais avançados temporários em nações amigas, como o Quénia, ou a partir de navios da Marinha dos EUA. A primeira operação conhecida na Somália foi conhecida como Operação Cobalt Blue: em 2003, SEALs usando SEAL Delivery Vehicles nadaram até a costa da Somália e instalaram câmeras de vigilância secretas. Conhecidas como cardeais, as câmeras foram projetadas para observar prováveis locais-alvo de terroristas procurados à medida que a Al-Qaeda e suas afiliadas começaram a se reagrupar no país. No entanto, as câmeras tiravam apenas uma imagem por dia e capturavam muito pouco.
O Combined Joint Special Operations Task Force-Horn of Africa (CJSOTF-HOA) desenvolveu um plano de resgate chamado Operação Mystic Talon, caso algum operador da CIA SAD ou da Intelligence Support Activity (ISA) fosse capturado na região, o plano exigia um pelotão SEAL com recursos de Operações Especiais da Força Aérea que, se necessário, abririam caminho para a Somália, recuperariam o refém e lutar para sair, caso uma missão precise ser lançada antes que uma força-tarefa dedicada do JSOC possa ser enviada para a região.

#### Sequestro doMaersk Alabama
Em 12 de abril de 2009, em resposta a um incidente de tomada de reféns na costa da Somália por piratas somalis, três Navy SEALs do DEVGRU atacaram e mataram simultaneamente os três piratas que mantinham de perto o refém, Capitão Richard Phillips, do navio cargueiro Maersk Alabama. Os piratas e seus reféns estavam sendo rebocados em um barco salva-vidas a aproximadamente 100 metros atrás do USS Bainbridge quando cada um dos piratas foi morto por um atirador DEVGRU diferente com um único tiro na cabeça.

### Morte de Osama bin Laden
Na madrugada de 2 de maio de 2011, horário local, uma equipe de Navy SEALs do Naval Special Warfare Development Group (DEVGRU), anteriormente chamada de SEAL Team Six, junto com um cão de trabalho militar belga Malinois (chamado "Cairo"), apoiado por oficiais da Special Activities Center no chão, matou Osama bin Laden em Abbottabad, Paquistão, a cerca de 35 milhas (56 km) de Islamabade em uma operação da CIA. O presidente Barack Obama confirmou mais tarde a morte de Bin Laden, mas não mencionou diretamente o envolvimento do DEVGRU, dizendo apenas que uma "pequena equipa" de americanos empreendeu a operação para derrubar Bin Laden. A cobertura sem precedentes da mídia elevou o perfil público da comunidade SEAL, particularmente dos especialistas em contraterrorismo comumente conhecidos como SEAL Team Six. The Walt Disney Company tentou, sem sucesso, registrar o nome "SEAL Team 6" no dia seguinte ao ataque. O nome oficial da operação militar foi Operação Lança de Netuno, uma homenagem à insígnia SEAL. A maquete do composto utilizado no documentário 60 Minutes foi doada pela CBS ao Navy SEAL Museum.

### PetroleiroMorning Glory
Em 16 de março de 2014, trinta SEALs do SEAL Team 2 assumiram o controle do MV Morning Glory, um navio-tanque cheio de petróleo carregado de um porto controlado pelos rebeldes na Líbia. O ataque dos Navy SEALs ocorreu em águas internacionais ao largo da costa de Chipre; o ataque foi um sucesso, evitando que um grupo dissidente de milícias líbias vendesse petróleo líbio nacionalizado no mercado negro.

### Operação Resolução Inerente
Como parte da campanha da Operação Inherent Resolve no Iraque, há pelo menos 100 SEALs como parte de uma missão de aconselhamento e assistência de Operações Especiais aos Peshmerga e às Forças de Segurança Iraquianas no combate ao Estado Islâmico do Iraque e do Levante (ISIS). A operação do SEAL no norte do Iraque é chamada Task Force Trident. Em 3 de maio de 2016, o suboficial de 1ª classe Charles Keating IV foi morto por tiros de armas leves do ISIS perto da cidade de Tel Skuf durante um ataque do ISIS a uma posição Peshmerga. Ele era membro de uma Quick Reaction Force (QRF) de 20 homens, enviado para resgatar uma dúzia de conselheiros norte-americanos no cargo e ajudar temporariamente os Peshmerga. Keating IV foi condecorado postumamente com a Cruz da Marinha por suas ações.

## Seleção e treinamento

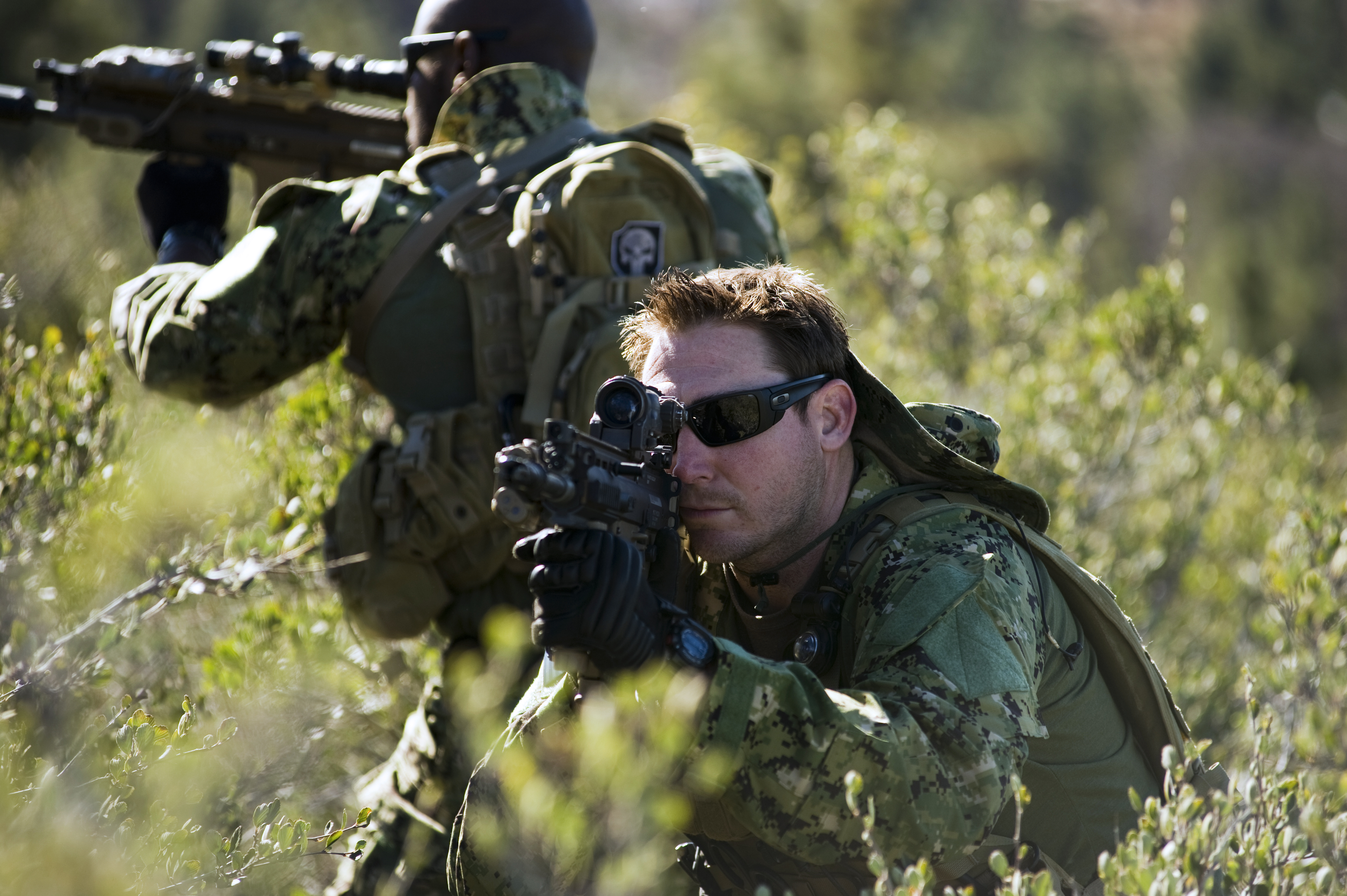
SEALs da Marinha dos EUA realizando treinamento com rifles SCAR.

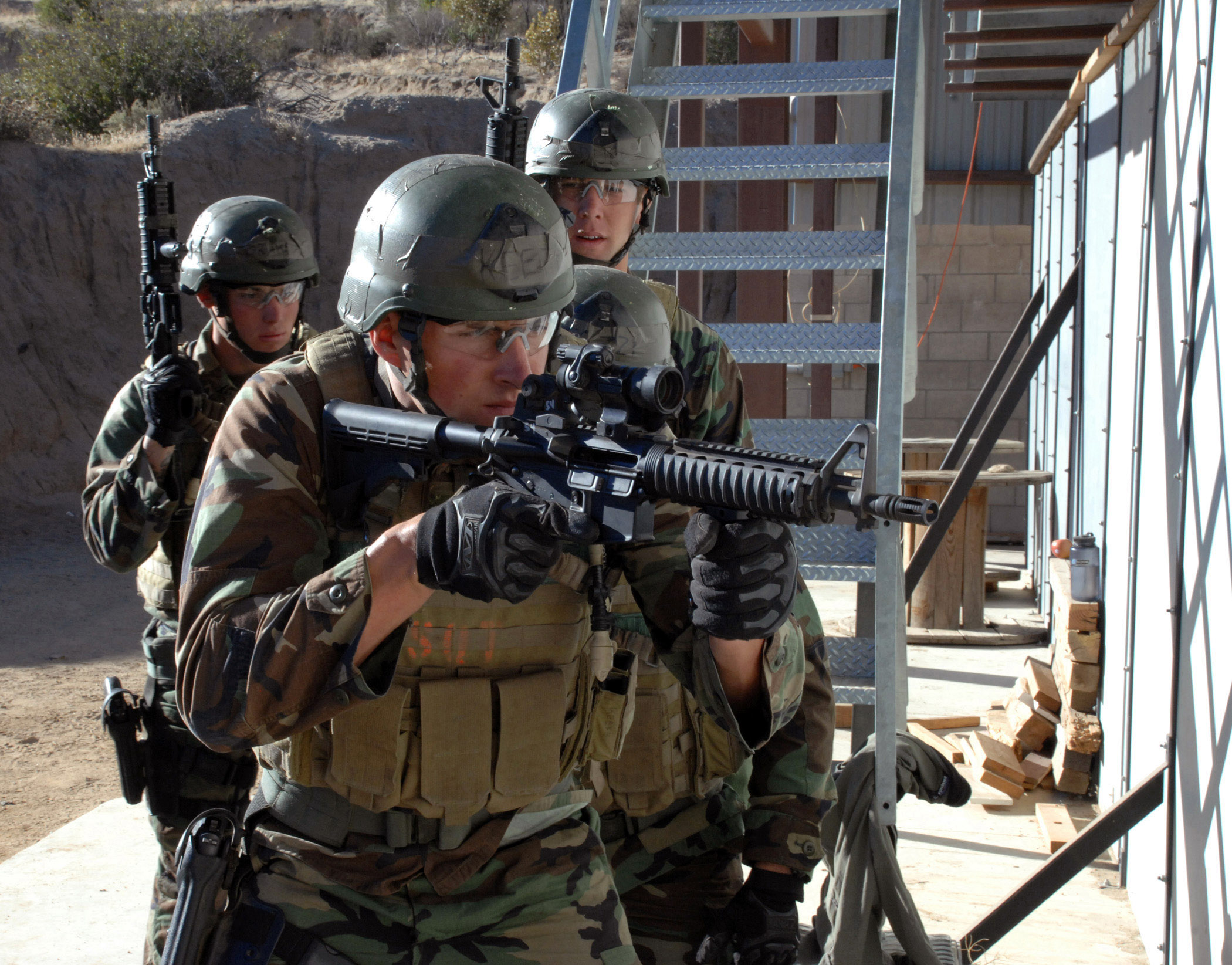
Alunos armados com Mk 18 mod 0s realizam exercícios de combate em ambientes confinados durante o treinamento de qualificação SEAL.

Antes de ser aceito no treinamento de Basic Underwater Demolition/SEAL (BUD/S), um candidato em potencial deve passar por um certo número de requisitos mentais e físicos. Esses testes incluem: triagem médica pré-alistamento, Armed Services Vocational Aptitude Battery (ASVAB), Armed Forces Qualification Test (AFQT), Computerized-Special Operations Resiliency Test (C-SORT) e Physical Screening Tests (PST). Em seguida, o candidato deve obter um contrato SEAL passando no teste de triagem física SEAL: natação (nado lateral/nado peito) de 500 jardas (457 metros) em 12 minutos 30 segundos, 50 flexões em 2 minutos, 50 abdominais em 2 minutos, 10 flexões consecutivas em 2 minutos , e uma corrida de 2,4 quilômetros em 10 minutos e 30 segundos. Os candidatos que receberem uma pontuação de aprovação poderão então ser admitidos em treinamento para se tornarem Navy SEALs. O treinamento SEAL é extremamente rigoroso. A taxa de atrito flutua, mas é em média de cerca de 80%.
O candidato médio passa mais de um ano em uma série de cursos formais de treinamento antes de receber a Special Warfare Operator Naval Rating e a Navy Enlisted Classification (NEC) 5326 Combatant Swimmer (SEAL) ou, no caso de oficiais da Marinha comissionados, a designação 1130 Naval Special Warfare Officer (SEAL).
Etapas de treinamento Navy SEAL:
- Treinamento de recrutamento naval de 8 semanas
- Naval Special Warfare Prep School de 8 semanas (Pré-BUD/S)
- Orientação BUD/S de 3 semanas
- Basic Underwater Demolition/SEAL Training de 24 semanas (BUD/S)
- Army Airborne School de 3 semanas
- SEAL Qualification Training de 26 semanas (SQT)

Após a formatura no SQT, os estagiários recebem o US Navy SEAL Trident, designando-os como Navy SEALs. Eles são posteriormente designados para uma Equipe SEAL ou SEAL Delivery Vehicle (SDV) e começam 18 meses de treinamento pré-implantação antes de serem considerados implantáveis. Este treinamento consiste em:
- 6 meses – Professional Development – Individual Specialty Training (ProDev);
- 6 meses – Unit Level Training (ULT) – ULT é um treinamento de unidade conduzido por cada Groups Training Detachment. Os blocos de treinamento das unidades principais são Operações Aéreas, Guerra Terrestre, Reconhecimento Marítimo, Urbano e Especial;
- 6 meses – Squadron Integration Training (SIT).[240]

Os SEALs alistados com classificação médica frequentarão primeiro o curso de Special Operations Combat Medic por 6 meses em Fort Bragg, Carolina do Norte antes de ingressar em uma equipe para se tornar um SEAL/Special Operator Corpsman. Aqueles que buscam cargos de oficial primeiro participam do Junior Officer Training Course (JOTC) para aprender sobre o planejamento de operações e como realizar briefings de equipe. No total, pode levar mais de 2,5 anos para treinar completamente um Navy SEAL para seu primeiro desdobramento.

### Mulheres
Até dezembro de 2015, as marinheiras eram proibidas de se tornarem Navy SEALs por regulamento naval; no entanto, esta proibição não existe mais. Já em agosto de 2015, foi relatado que a "Marinha está planejando abrir suas equipes de elite SEAL para mulheres que possam passar no exaustivo regime de treinamento". Naquele mesmo mês, o almirante Jon Greenert, chefe de operações navais na época, disse que "ele e o chefe do Naval Special Warfare Command, contra-almirante Brian Losey, acreditam que se as mulheres conseguirem passar no lendário teste de Basic Underwater Demolition/SEAL (BUD/S), eles devem ter permissão para servir." Em 3 de dezembro de 2015, foi anunciado que agora "não há exceções" para todas as funções militares nos EUA, e as mulheres podem se tornar SEALs da Marinha dos EUA.
O Washington Examiner relatou em 10 de agosto de 2017: "Uma mulher que pretende se tornar a primeira mulher oficial SEAL da Marinha desistiu cerca de uma semana após o início do treinamento".
Em 2019, a Marinha anunciou que uma oficial anônima foi a primeira a concluir com êxito o programa SEAL Officer Assessment and Selection (SOAS). Ela fez parte de um grupo de cinco candidatas a ingressar no programa. Ela optou por não iniciar o BUD/S depois, escolhendo outra missão na Marinha.
Em julho de 2021, o programa de treinamento de Naval Special Warfare (NSW) formou sua primeira operadora mulher, que se tornaria Special Warfare Combatant-craft Crewman (SWCC). Isto marcaria a primeira vez que uma mulher se formou no processo de avaliação e seleção de NSW.

## Equipes e estruturas do Navy SEAL

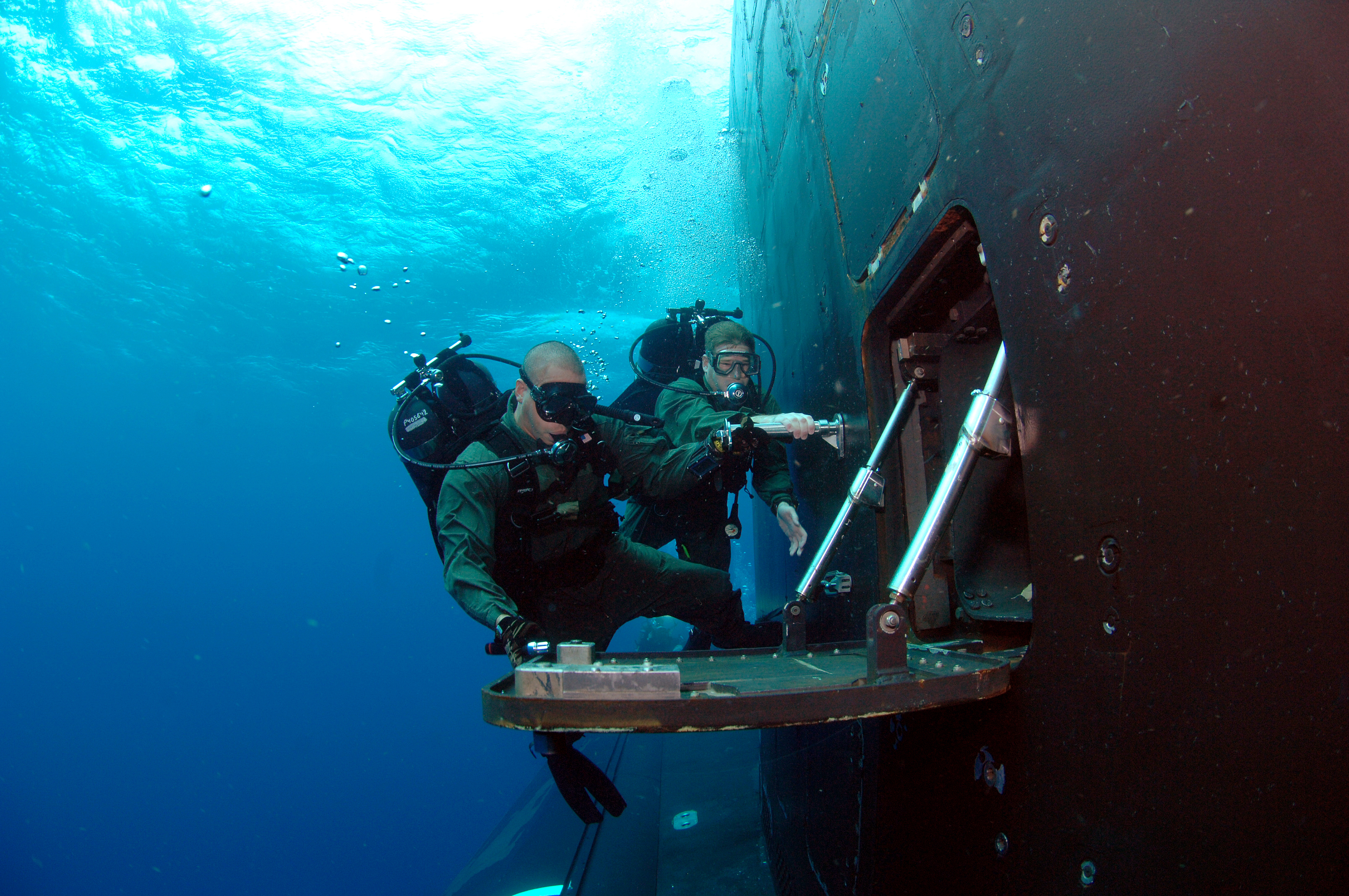
Dois membros da SEAL Delivery Vehicle Team Two conduzem treinamento de bloqueio com o USS Hawaii em 2007.

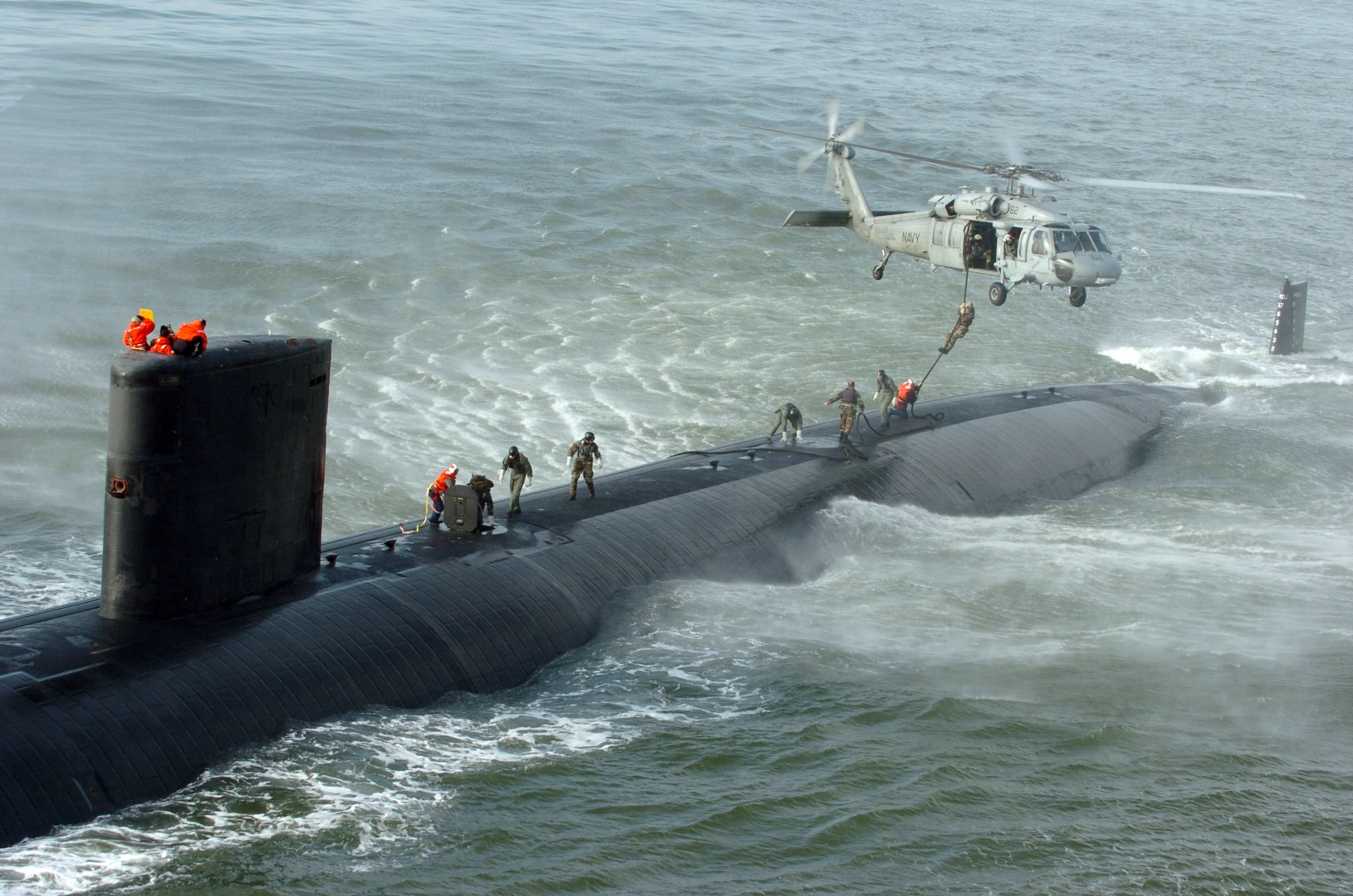
SEALs da equipe SEAL Delivery Vehicle Team Two saltam rapidamente para o convés do USS Toledo (2005).

O número total de pessoal, incluindo SEALs e SWCCs atribuídos ao Naval Special Warfare Command é de aproximadamente 8.195 de um total de 8.985 militares, e 10.166 incluindo pessoal de apoio civil, em 2015.

### Naval Special Warfare Groups (NSWG)
O Naval Special Warfare Command está organizado na seguinte configuração:
- Naval Special Warfare Group 1 – baseado na Base Anfíbia Naval Coronado, na Califórnia.
  - SEAL Team 1
  - SEAL Team 3
  - SEAL Team 5
  - SEAL Team 7

- Naval Special Warfare Group 2 – baseado na Base Expedicionária Conjunta – Little Creek, na Virgínia.
  - SEAL Team 2
  - SEAL Team 4
  - SEAL Team 8
  - SEAL Team 10

- Naval Special Warfare Group 4 – baseado na Base Expedicionária Conjunta – Little Creek, na Virgínia.
  - Special Boat Team 12
  - Special Boat Team 20
  - Special Boat Team 22

- Naval Special Warfare Group 8 – baseado na Base Expedicionária Conjunta – Little Creek, na Virgínia.[258][259]
  - SEAL Delivery Vehicle Team 1
  - SEAL Delivery Vehicle Team 2
  - Special Reconnaissance Team 1
  - Special Reconnaissance Team 2
  - Suporte logístico 3
  - Training Detachment 3
  - Mission Support Center

- Naval Special Warfare Group 11 – baseado na Base Anfíbia Naval Coronado, na Califórnia.
  - SEAL Team 17 (antigamente Operational Support Team 1)
  - SEAL Team 18 (antigamente Operational Support Team 2)

- Naval Special Warfare Development Group – (também conhecido como DEVGRU ou SEAL Team Six) – Baseado no anexo Dam Neck, NAS Oceana, Virginia Beach, Virginia, atribuído operacionalmente ao JSOC.
  - Red Squadron
  - Blue Squadron
  - Gold Squadron
  - Silver Squadron
  - Black Squadron
  - Grey Squadron

- Grupos Inativados:
  - Naval Special Warfare Group 3 – anteriormente baseado na Base Anfíbia Naval Coronado, na Califórnia; desativado em 2021;
  - Naval Special Warfare Group 10 – anteriormente baseado na Base Anfíbia Naval de Little Creek, na Virgínia; desativado em 2021.

### SEAL Teams

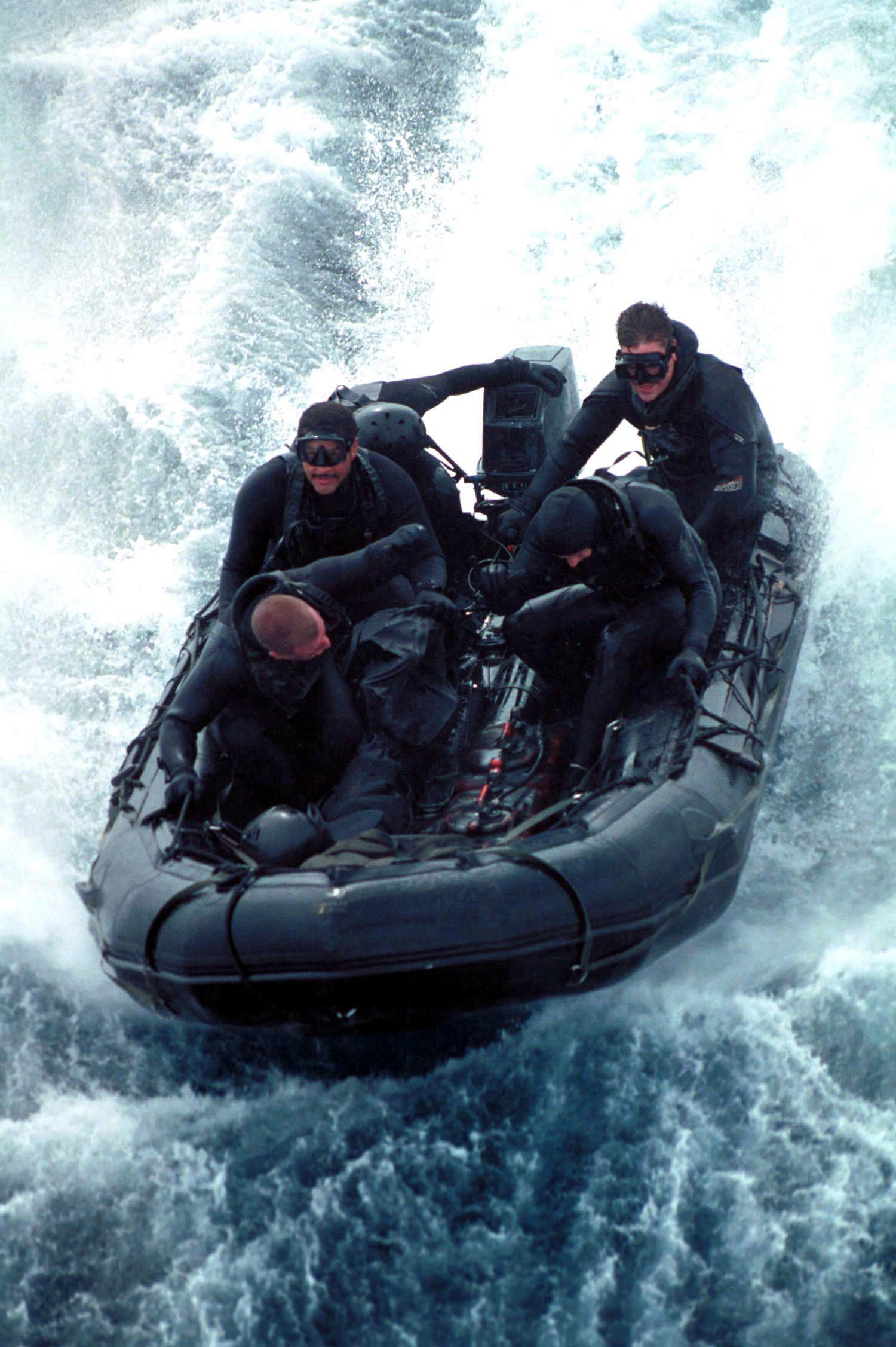
SEAL Team 5 conduz um exercício em uma Combat Rubber Raiding Craft em 2000.

As equipes SEAL originais foram separadas entre os SEALs da Costa Oeste dos Estados Unidos (Team One) e da Costa Leste dos Estados Unidos (Team Two). Da mesma forma, as equipes SEAL atuais estão organizadas em dois grupos: Naval Special Warfare Group One (Costa Oeste) e Naval Special Warfare Group Two (Costa Leste), ambos sob o comando do Naval Special Warfare Command  na Base Anfíbia Naval Coronado, na Califórnia. Em 2006, havia oito equipes Navy SEAL confirmadas. As implantações atuais da Equipe SEAL incluem os Teams  1, 2, 3, 4, 5, 7, 8 e 10. As equipes de serviço ativo mais recentes são a SEAL Team 7 e SEAL Team 10, que foram formadas em março e abril de 2002, respectivamente.
As equipes são implantadas como  Naval Special Warfare Squadrons ou Special Operations Task Forces e podem ser implantadas em qualquer lugar do mundo. Os esquadrões normalmente serão implantados e ficarão sob a responsabilidade de uma Joint Task Force (JTF) ou de uma Combined Joint Special Operations Task Force (CJSOTF) como uma Special Operations Task Force (SOTF).
Cada SEAL Team (ou "esquadrão") é comandada por um comandante da Marinha (O-5) e possui oito pelotões SEAL operacionais e um elemento de quartel-general. Operacionalmente, o Team é dividido em duas a quatro "unidades de tarefa" (ou "tropas" de 40 homens). Cada unidade de tarefa consiste em um elemento de quartel-general que consiste em um comandante de unidade de tarefa, normalmente um tenente-comandante (O-4), um alistado sênior da unidade de tarefa (E-8), um oficial de seleção de alvos/operações (O-2/3) e um direcionamento/líder de operações/suboficial (E-6/7). Sob o elemento QG estão dois a quatro pelotões SEAL de 16 homens (dois oficiais e 14 SEALs alistados e, às vezes, pessoal de apoio não pertencente a NSW); um combat service suppor (CSS) e/ou combat support (CS) do tamanho de uma empresa que consiste em códigos N de estado-maior (o Exército e os Fuzileiros Navais usam códigos S); Suporte administrativo N1, Inteligência N2, Operações N3, Logística N4, Planos e direcionamento N5, Comunicações N6, Treinamento N7 e N8 Aéreo/Médico.
Cada pelotão de 16 homens pode ser organizado para fins operacionais em dois esquadrões de oito homens, quatro equipes de quatro homens ou oito equipes de atiradores/reconhecimento de dois homens. O tamanho de cada Team ou "esquadrão" SEAL com duas a quatro unidades de tarefa (contendo um total de oito pelotões) e pessoal de apoio é de aproximadamente 300 pessoas. O pelotão SEAL típico tem um Officer in Charge (OIC) (oficial responsável), geralmente um tenente (O-3), um chefe de pelotão (E-7/E-8) e dois esquadrões comandados por um Lieutenant (Junior Grade) (LTJG) (O-2) e um líder de esquadrão (E-6). Os demais membros do esquadrão são operadores (E-4 a E-6) com habilidades especializadas em munições, comunicações, mergulho e medicina. A liderança central da tropa e do pelotão é o comandante/OIC e o sargento alistado sênior (chefe/chefe sênior).
As habilidades principais do pelotão consistem em: Atirador, Violador, Comunicador, Marítimo/Engenharia, Apoio Aéreo Próximo, Corpo de exército, Apontador/Navegador, Motorista/Navegador Primário (Segurança Rural/Urbana/Protetiva), Operador de Armas Pesadas, Exploração de Local Sensível, Aéreo Mestre de Operações, Alpinista Líder, Mergulhador/Navegador Líder, Interrogador, Descarte de Artilharia Explosiva, Vigilância Técnica e Operações Especiais Avançadas.
A Base Anfíbia Naval Little Creek, uma base naval em Virginia Beach, Virginia, é o lar das equipes SEAL 2, 4, 8, 10 e 18. Base Anfíbia Naval Coronado, uma base naval em Coronado, na Califórnia, é o lar das equipes SEAL 1, 3, 5, 7 e 17. Existem também duas unidades SEAL Delivery Vehicle (SDV), SDVT-1 e SDVT-2, localizadas em Pearl Harbor, Havaí e Little Creek, Virgínia, respectivamente. As equipes SDV são equipes SEAL com capacidade adicional de entrega subaquática. Um pelotão SDV consiste em 12–15 SEALs.
| Insignia    | Team                                                             | Enviados                                 | Numero de Pelotões | Sede/Quartel             | Notas |
| ----------- | ---------------------------------------------------------------- | ---------------------------------------- | ------------------ | ------------------------ | --- |
|             | SEAL Team 1                                                      | Mundo Inteiro                            | 8 pelotões         | Coronado, California     | |
|             | SEAL Team 2                                                      | Mundo Inteiro                            | 8 pelotões         | Virginia Beach, Virginia | |
|             | SEAL Team 3                                                      | Oriente Médio                            | 8 pelotões         | Coronado, California     | |
|             | SEAL Team 4                                                      | Mundo Inteiro                            | 8 pelotões         | Virginia Beach, Virginia | |
|             | SEAL Team 5                                                      | Mundo Inteiro                            | 8 pelotões         | Coronado, California     | |
|             | Naval Special Warfare Development Group (DEVGRU) (SEAL Team Six) | Mundo Inteiro                            | Confidencial       | Virginia Beach, Virginia | O SEAL Team Six foi dissolvido em 1987. A Marinha então estabeleceu o Naval Special Warfare Development Group, também conhecido como DEVGRU. Embora o DEVGRU seja administrativamente apoiado pelo Naval Special Warfare Command, eles estão operacionalmente sob o comando do Joint Special Operations Command. |
| SEAL Team 7 | SEAL Team 7                                                      | Mundo Inteiro                            | 8 pelotões         | Coronado, California     | |
|             | SEAL Team 8                                                      | Mundo Inteiro                            | 8 pelotões         | Virginia Beach, Virginia | |
|             | SEAL Team 10                                                     | Oriente Médio                            | 8 pelotões         | Virginia Beach, Virginia | |
|             | SEAL Team 17                                                     | Mundo Inteiro Reserva                    | 2 pelotões         | Coronado, California     | Anteriormente Operational Support Team 1 |
|             | SEAL Team 18                                                     | Mundo Inteiro Reserva                    | 2 pelotões         | Virginia Beach, Virginia | Anteriormente Operational Support Team 2 |
|             | SEAL Delivery Vehicle Team 1                                     | Oceanos Índico e Pacífico, Oriente Médio | 4 pelotões         | Pearl Harbor, Hawaii     | |
|             | SEAL Delivery Vehicle Team 2                                     | Oceano Atlântico, Europa e Américas      | 4 pelotões         | Virginia Beach, Virginia | |

### ClassificaçõesSpecial Warfare
A classificação de Special Warfare Operator rating (SO) e a classificação de Special Warfare Boat Operator (SB) foram estabelecidas em 2006. Os Special Warfare Operators (SEALs) e os Special Warfare Boat Operators (SWCCs) não são mais obrigados a manter a classificação original em que se qualificaram ao ingressar na Marinha.
As seguintes classificações são específicas para Navy SEALs:
| Classificação da Marinha      | Abreviação | Nível salarial | Classificação Special Warfare          | Abreviação | Insígnia de classificação |
| ----------------------------- | ---------- | -------------- | -------------------------------------- | ---------- | ------------------------- |
| Suboficial mestre             | MCPO       | E-9            | Master chief special warfare operator  | SOCM       |                           |
| Suboficial sênior             | SCPO       | E-8            | Senior chief special warfare operator  | SOCS       |                           |
| Suboficial                    | CPO        | E-7            | Chief special warfare operator         | SOC        |                           |
| Suboficial de primeira classe | PO1        | E-6            | Special warfare operator, first class  | SO1        |                           |
| Suboficial de segunda classe  | PO2        | E-5            | Special warfare operator, second class | SO2        |                           |
| Suboficial de terceira classe | PO3        | E-4            | Special warfare operator, third class  | SO3        |                           |

## Equipe de Paraquedas da Marinha dos Estados Unidos"Leap Frogs"

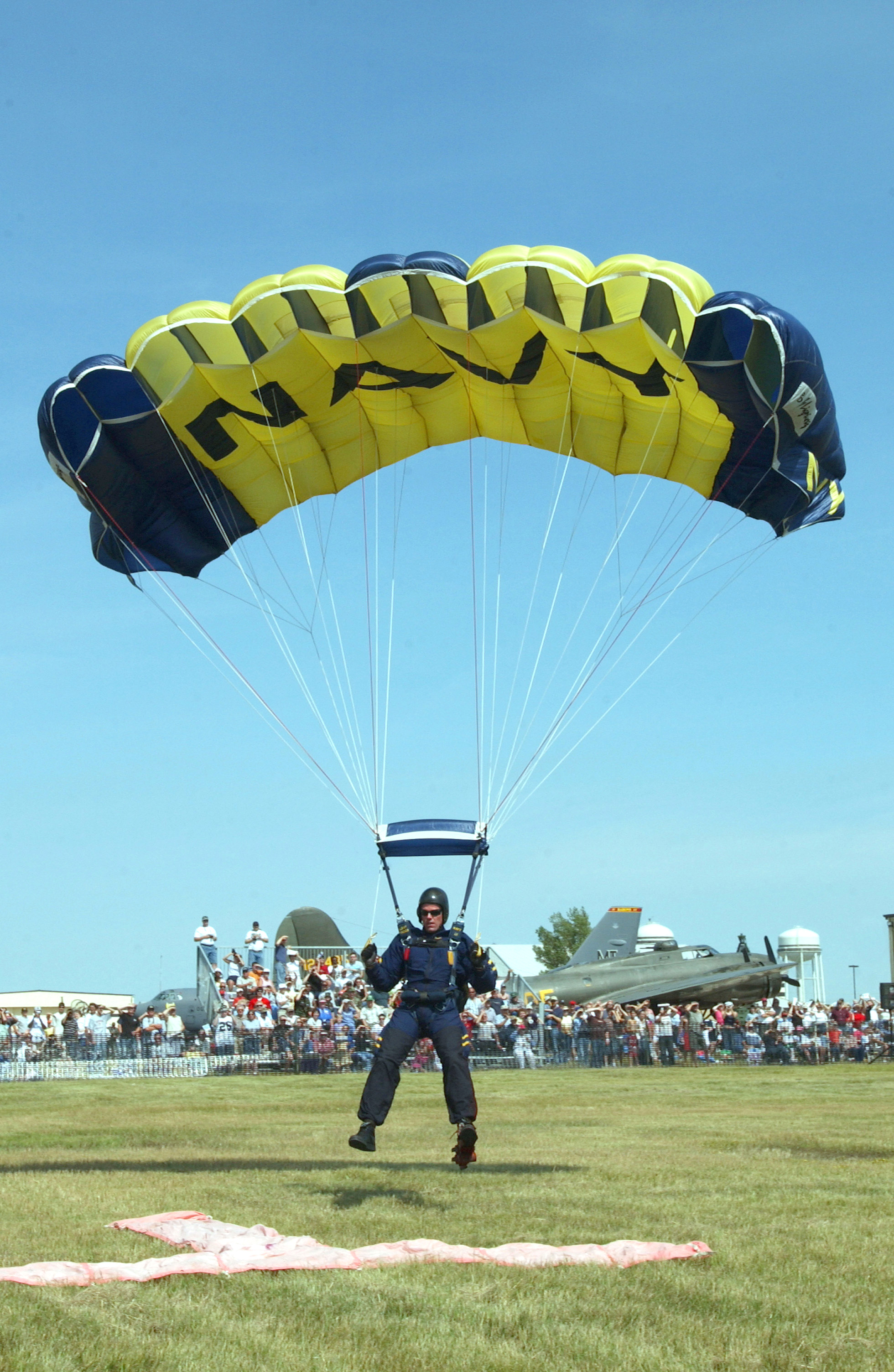
Um membro da Navy Parachute Demonstration Team, os Leap Frogs, retorna à Terra após um salto bem-sucedido.

A principal missão da Equipe de Paraquedas da Marinha dos Estados Unidos (Navy Parachute Team) (NPT) é apoiar o recrutamento de Naval Special Warfare, obtendo acesso e exposição a candidatos apropriados por meio de demonstrações aéreas de paraquedismo. A Equipe de Paraquedas da Marinha dos EUA é uma equipe de quinze homens composta por SEALs da Marinha dos EUA. Cada membro vem para a equipe para uma viagem de três anos de um dos dois Naval Special Warfare Groups localizados nas costas leste e oeste. Ao término do passeio, os integrantes retornam às unidades operacionais. A equipe começou em 1969, quando Navy SEALs se ofereceram para se apresentar em shows aéreos de fim de semana. A equipe inicialmente era composta por cinco saltadores: Lieutenant commander Olson, Chief Photographer's Mate Gagliardi, Storekeeper Second Class  "Herky" Hertenstein, Parachute Rigger First Class Al Schmiz e Photographer's Mate PO2 "Chip" Maury. Schmiz e Maury eram membros do Chuting Stars original. Quando Olson foi transferido para a Califórnia, Gene "Gag" Gagliardi (D 546) da UDT-11 apresentou-o à elite de salto local com o San Diego Skydivers, um dos primeiros clubes esportivos de paraquedismo do país. Ele convenceu o Commander Naval Operations Support Group, PACIFIC, a criar uma pequena equipe de demonstração composta por um quadro de saltadores em queda livre altamente qualificados. Suas atividades deveriam ser conduzidas na base de "não interferir" em outras funções militares e sem nenhum custo para o governo, a não ser utilizando aeronaves normalmente programadas. Este grupo eventualmente adotou o nome "Leap Frogs".
A equipe foi oficialmente comissionada como Equipe de Paraquedas da Marinha dos EUA (U.S. Navy Parachute Team) em 1974 pelo Chief of Naval Operations e recebeu a missão de demonstrar a excelência da Marinha em todos os Estados Unidos. Os Chuting Stars baseados na Costa Leste foram dissolvidos na década de 1980 com os Leap Frogs assumindo todas as demonstrações oficiais de paraquedas dentro da Marinha.
Um desempenho típico do Leap Frogs consiste em seis saltadores saltando de uma aeronave a uma altitude de 6.000 pés. Depois de cair em queda livre, às vezes usando fumaça ou serpentinas, os Leap Frogs voam juntos para construir formações de trabalho relativas ao velame. Após as apresentações, os Leap Frogs colocam-se à disposição do público para esclarecer dúvidas sobre a Marinha e a comunidade Naval Special Warfare, bem como para dar autógrafos.

## Influência em unidades estrangeiras

SEALs da Marinha dos EUA e membros da equipe de guerra naval polonesa Jednostka Wojskowa GROM praticando habilidades de embarque perto de Gdansk, Polônia, 2009

Desde os seus antecessores, as Underwater Demolition Teams (UDTs), até a sua forma atual, os SEALs influenciaram o treinamento e a formação de diversas unidades estrangeiras. Em 1955, as Underwater Demolition Teams forneceram financiamento e treinamento para a Flotilha Naval Especial de Guerra da República da Coreia. Isto foi seguido em 1956 pelo fornecimento de financiamento, treinamento e formação da Philippine Navy Underwater Operations Team (UOT), modelada no treinamento e implementação dos SEALs e dos UDTs. Em 1966, os SEALs estabeleceram o Special Service Group  do Paquistão com base em um entendimento mútuo de segurança e no treinamento fornecido no âmbito do programa International Military Education and Training (IMET) até a década de 1970. Os SEALs forneceram treinamento inicial à Força Especial da Marinha Indiana, que mais tarde ficou conhecida como MARCOS.
Devido à sua reputação de serem uma das principais forças de operações especiais da América, os SEALs (particularmente os operadores do DEVGRU) farão frequentemente intercâmbios com SOFs aliadas.

## Museu e Memorial da Marinha Nacional UDT-SEAL
O National Navy UDT-SEAL Museum, em Fort Pierce, Flórida, foi fundado em 1985 e foi reconhecido como Museu Nacional por ato do Congresso. O museu dedica-se a preservar a história dos Navy SEALs e seus antecessores. O Museu SEAL fica no local de treinamento dos primeiros homens-rãs da Marinha. Lá, durante a Segunda Guerra Mundial, milhares de militares foram treinados como membros de Naval Combat Demolition Units e Underwater Demolition Teams. O Museu abriga artefatos históricos raros desde a fundação da UDT até os dias atuais, incluindo armas, veículos, equipamentos e, mais recentemente, o barco salva-vidas Maersk Alabama, a bordo do qual piratas somalis mantiveram o capitão Richard Phillips como refém.

### Memorial Navy SEAL
De acordo com o Navy SEAL Museum, 298 UDT e SEALs foram mortos em combate e morreram durante acidentes de treinamento em março de 2018:
- Segunda Guerra Mundial e Guerra da Coreia (1941–1953):
  - 96 funcionários
- Guerra do Vietnã e Guerra Fria (1954–1989):
  - 104 funcionários
- Guerra do Golfo e Guerra ao Terror (1990 – agosto de 2023):
  - 105 funcionários

## Galeria

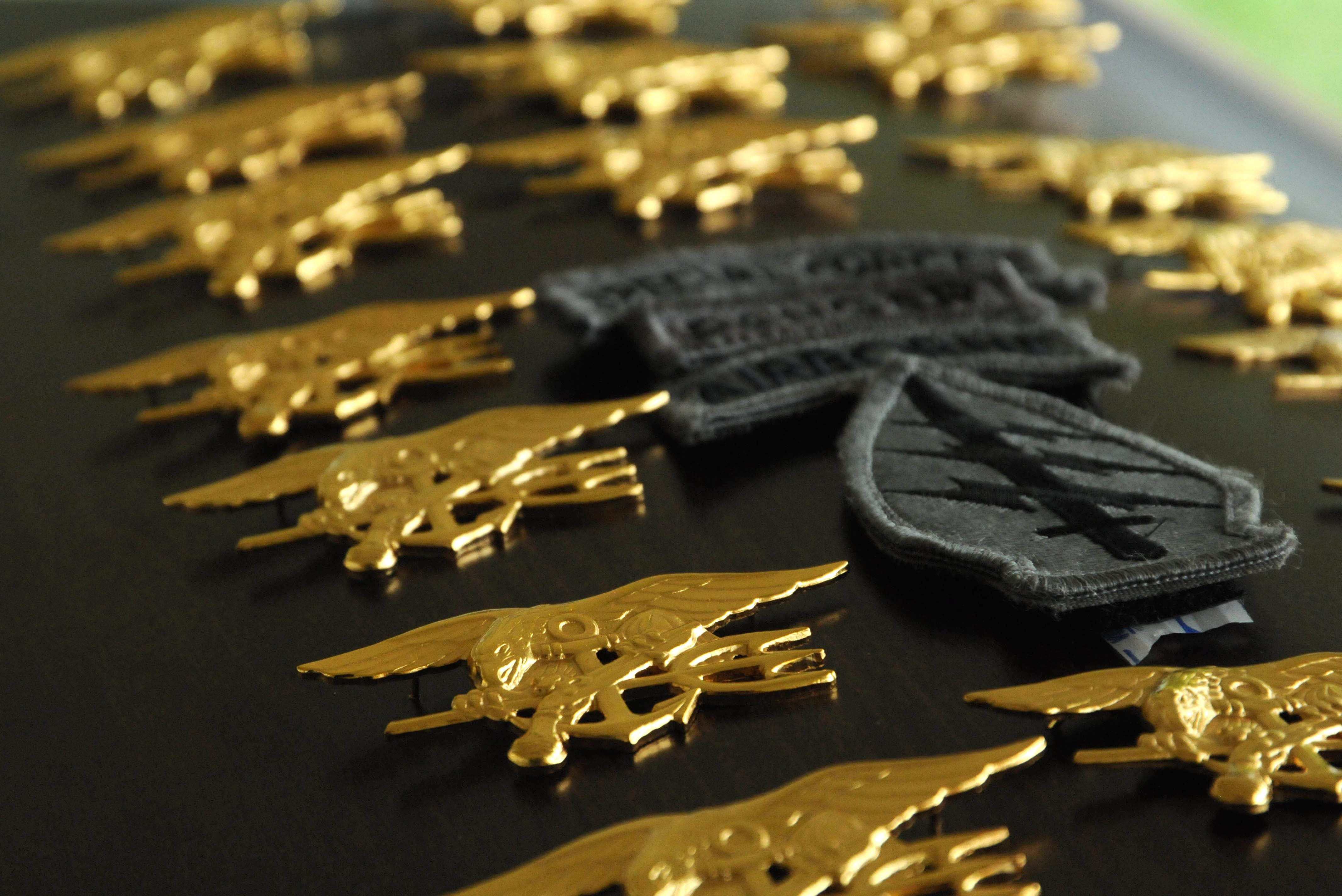
SEAL Tridents
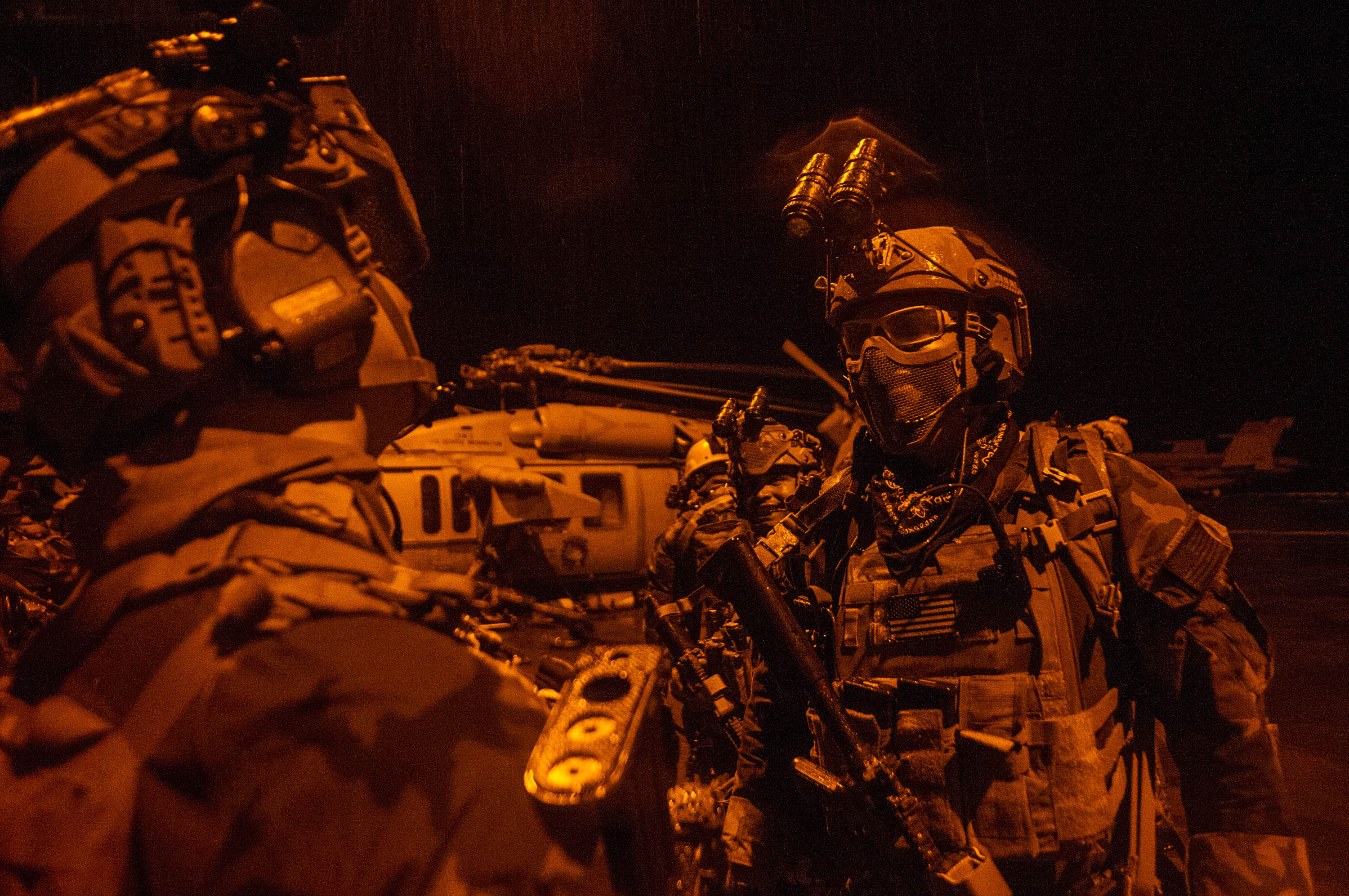
SEALs se preparam para uma missão de treinamento a bordo do USS George Washington
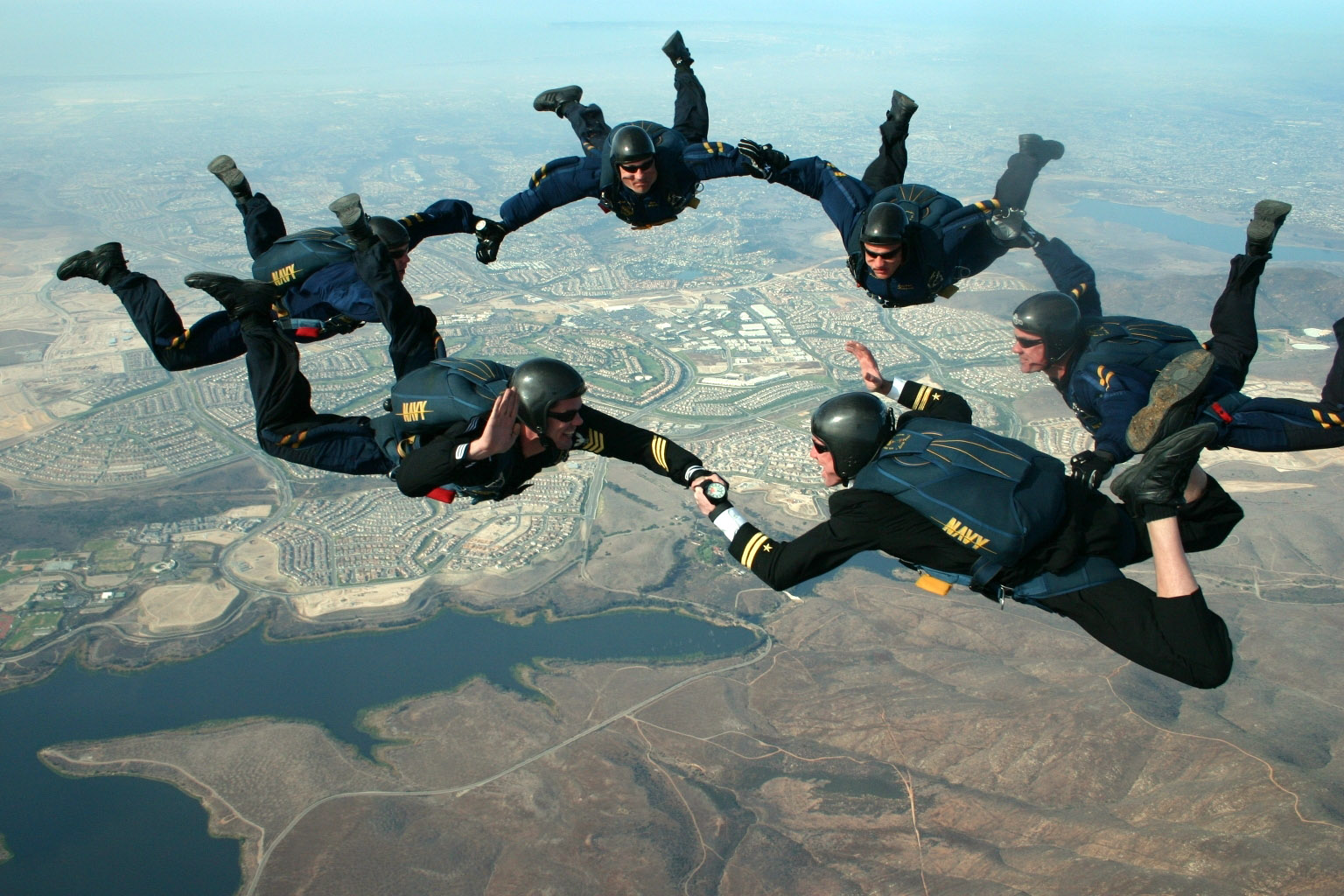
Uma equipe de paraquedas SEAL Leap Frogs bem acima San Diego
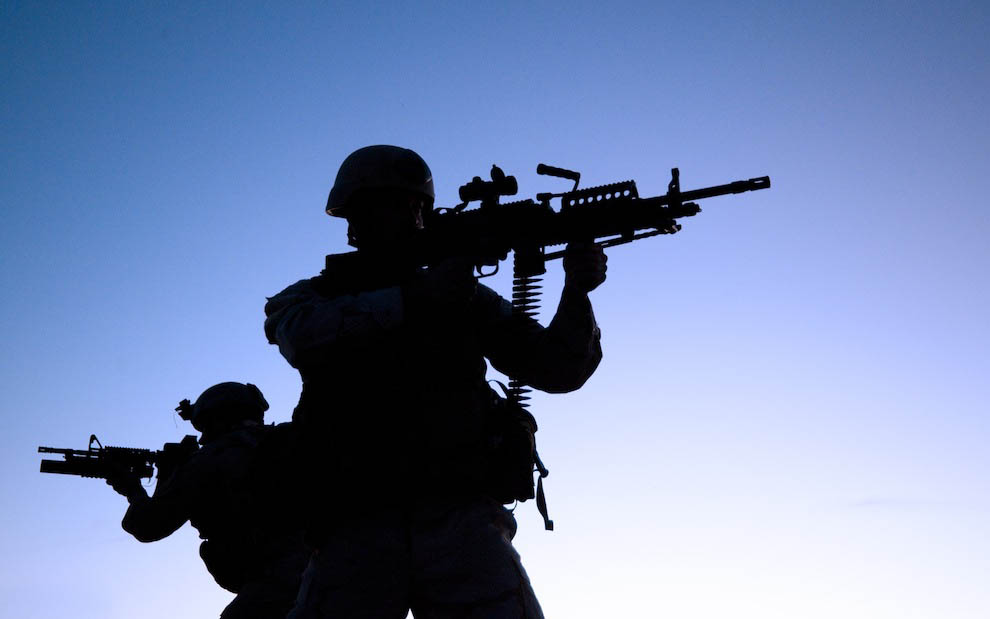
Dois SEALs apontando suas armas
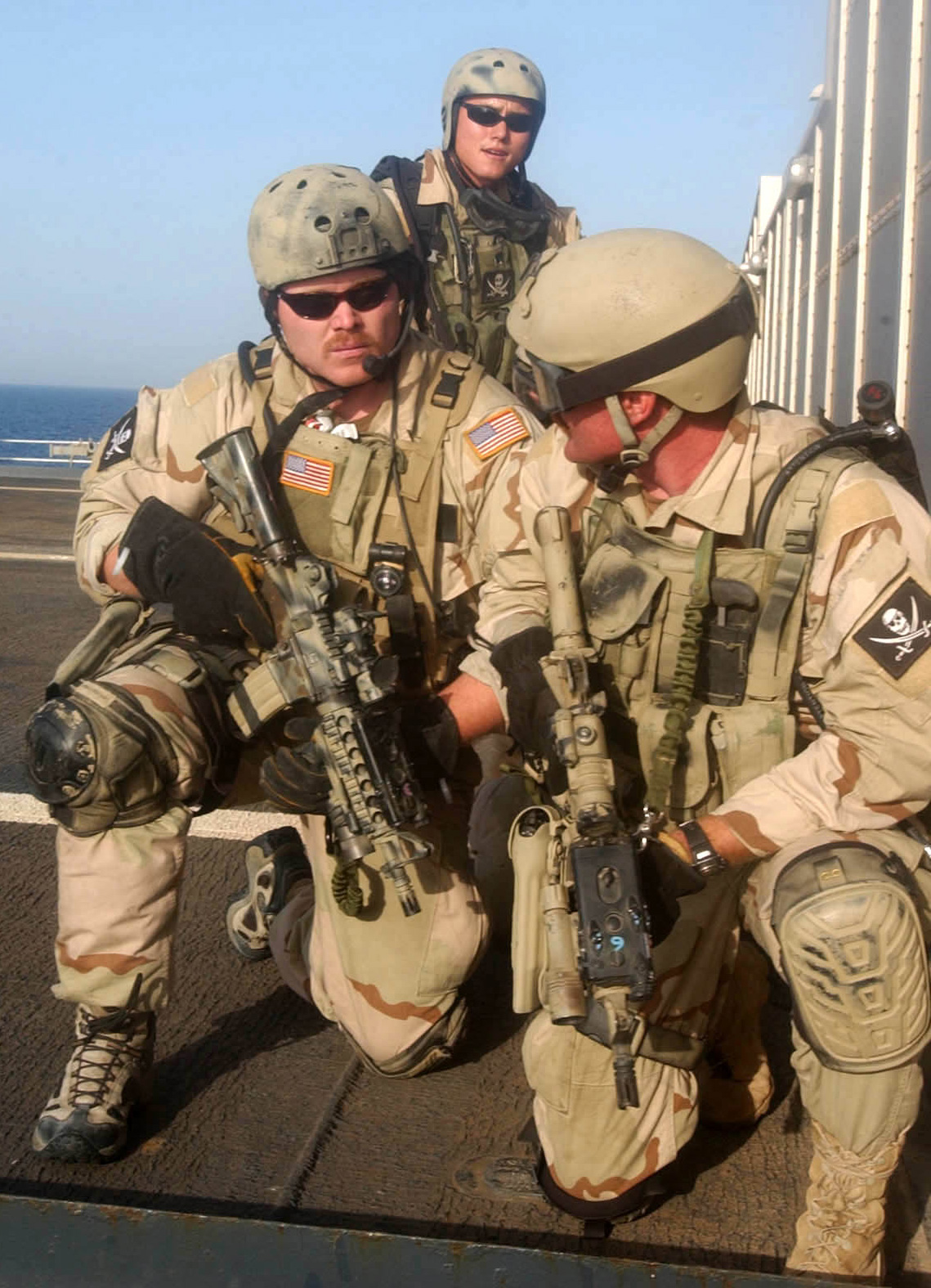
SEALs durante um Visit, board, search, and seizure (VBSS) treinamento em apoio a Operação Iraqi Freedom
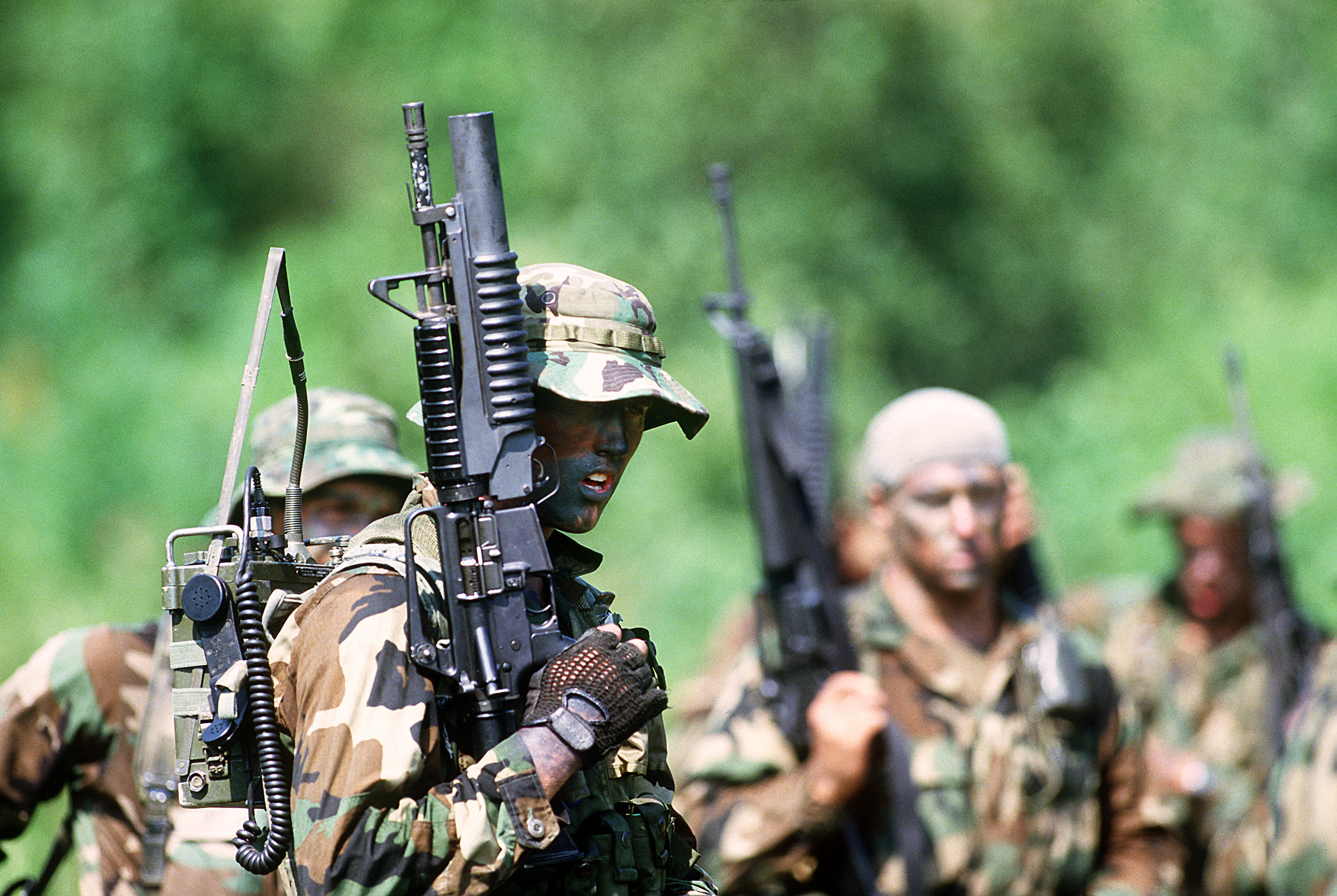
Membros da equipe SEAL participam de um treinamento de guerra tática
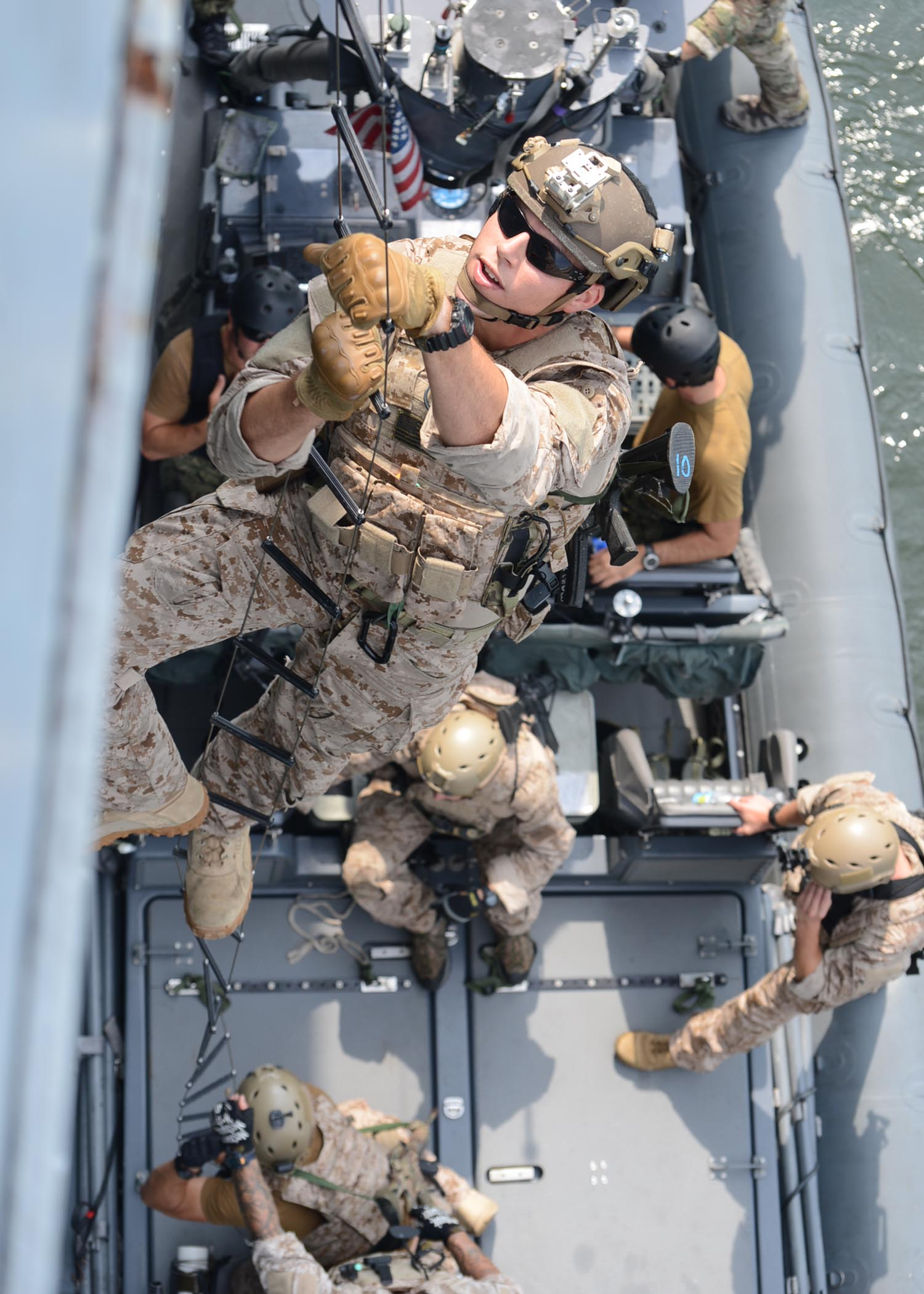
SEALs sobem uma escada de caverna durante um treinamento VBSS
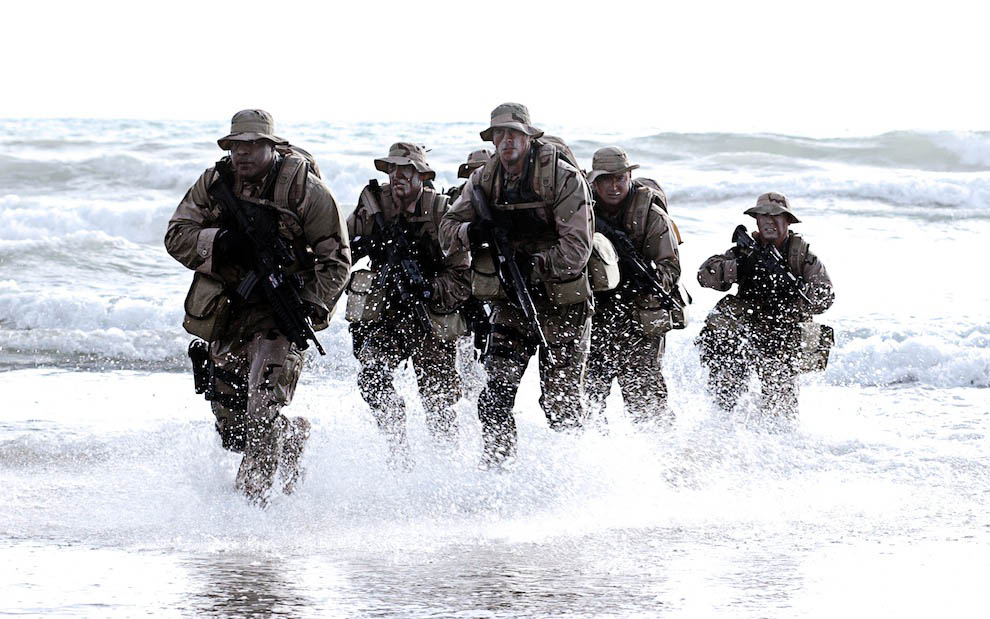
Uma equipe SEAL saindo da água
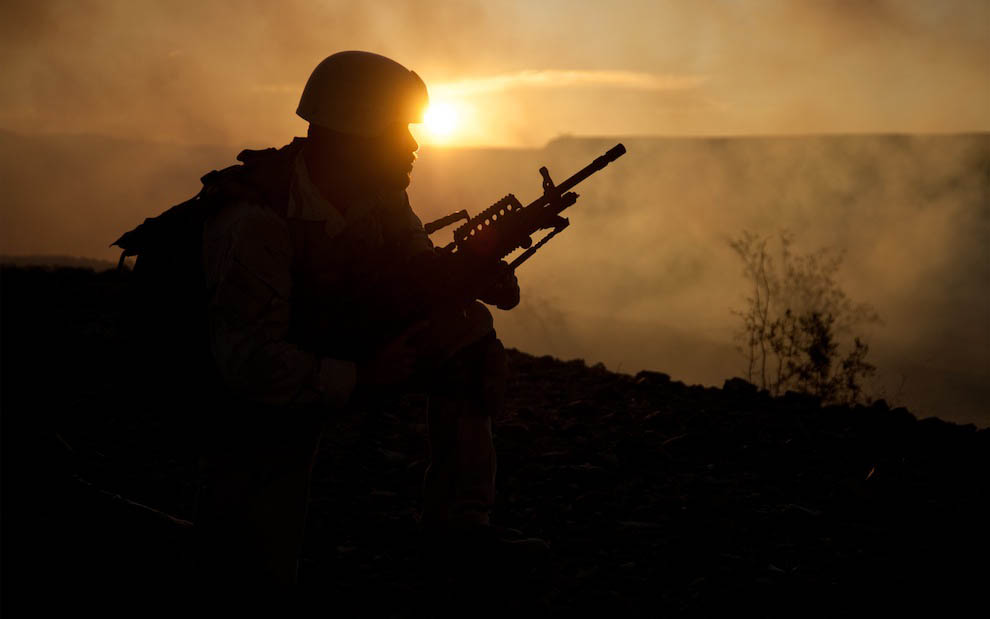
Um SEAL ao pôr do sol
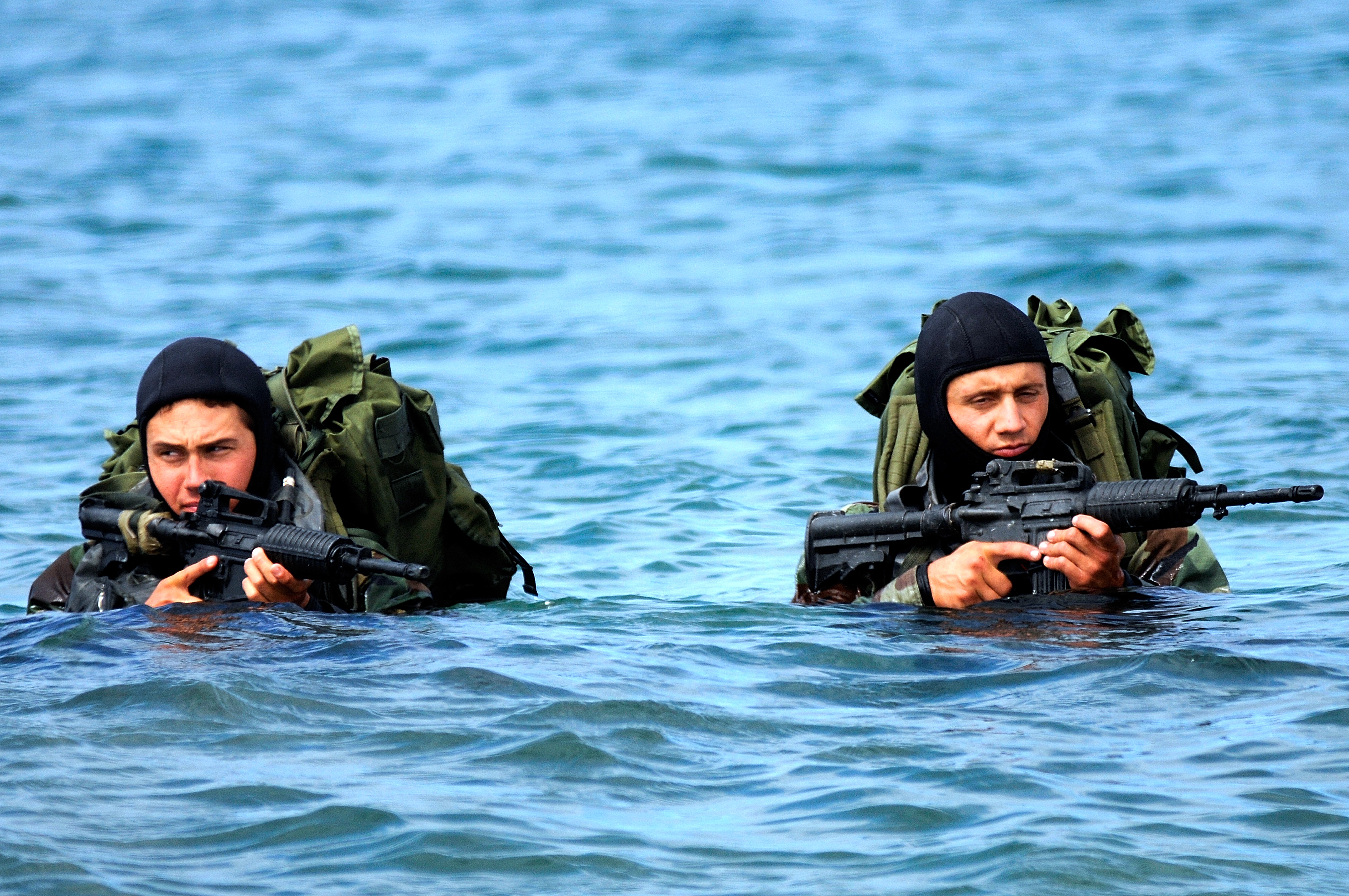
Basic Underwater Demolition-SEAL (BUD-S) alunos desembarcam em uma ilha durante um exercício
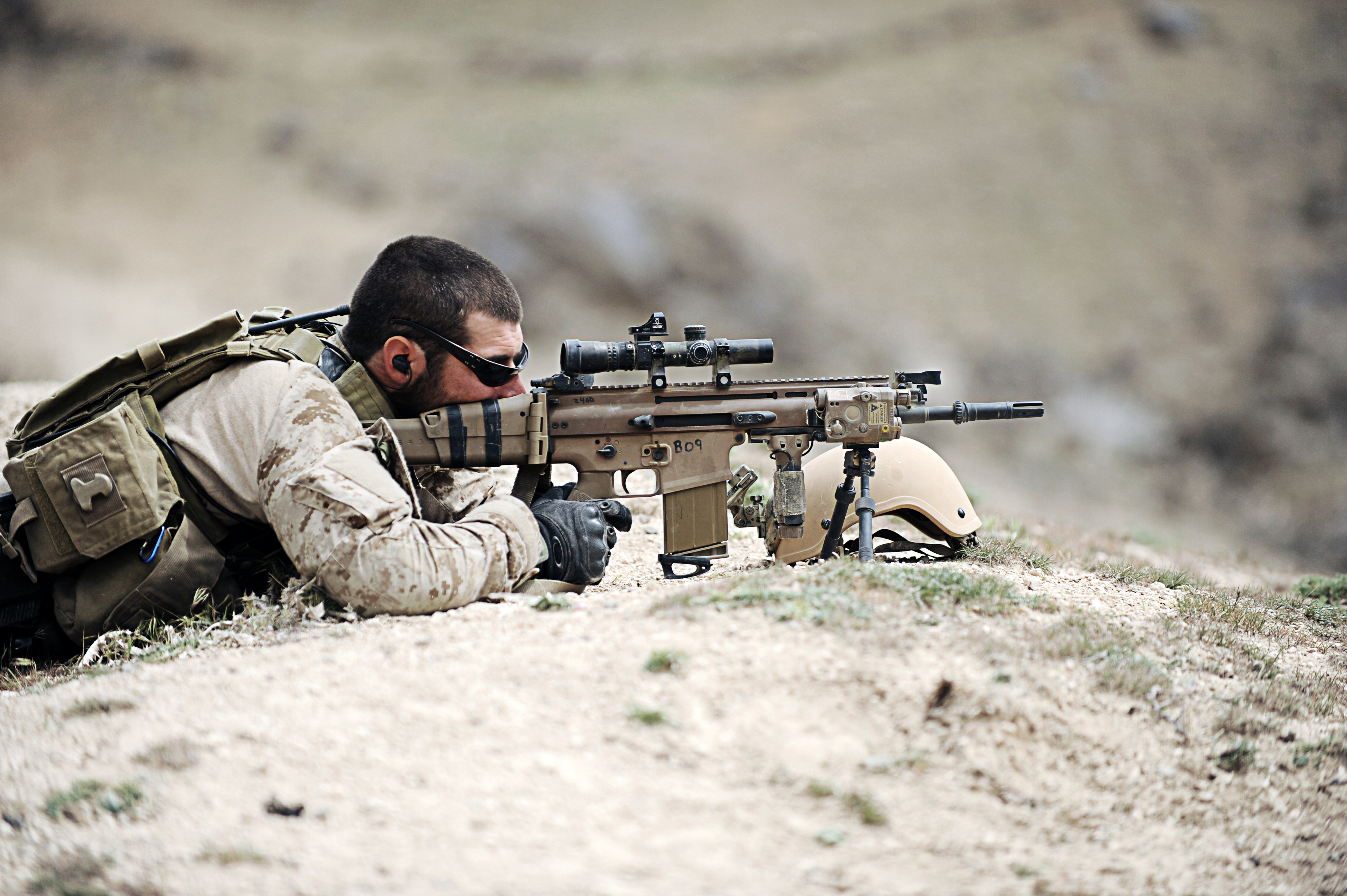
Um SEAL assume posição defensiva em uma vila no norte da província de Zabul, Afeganistão, 10 de abril de 2010
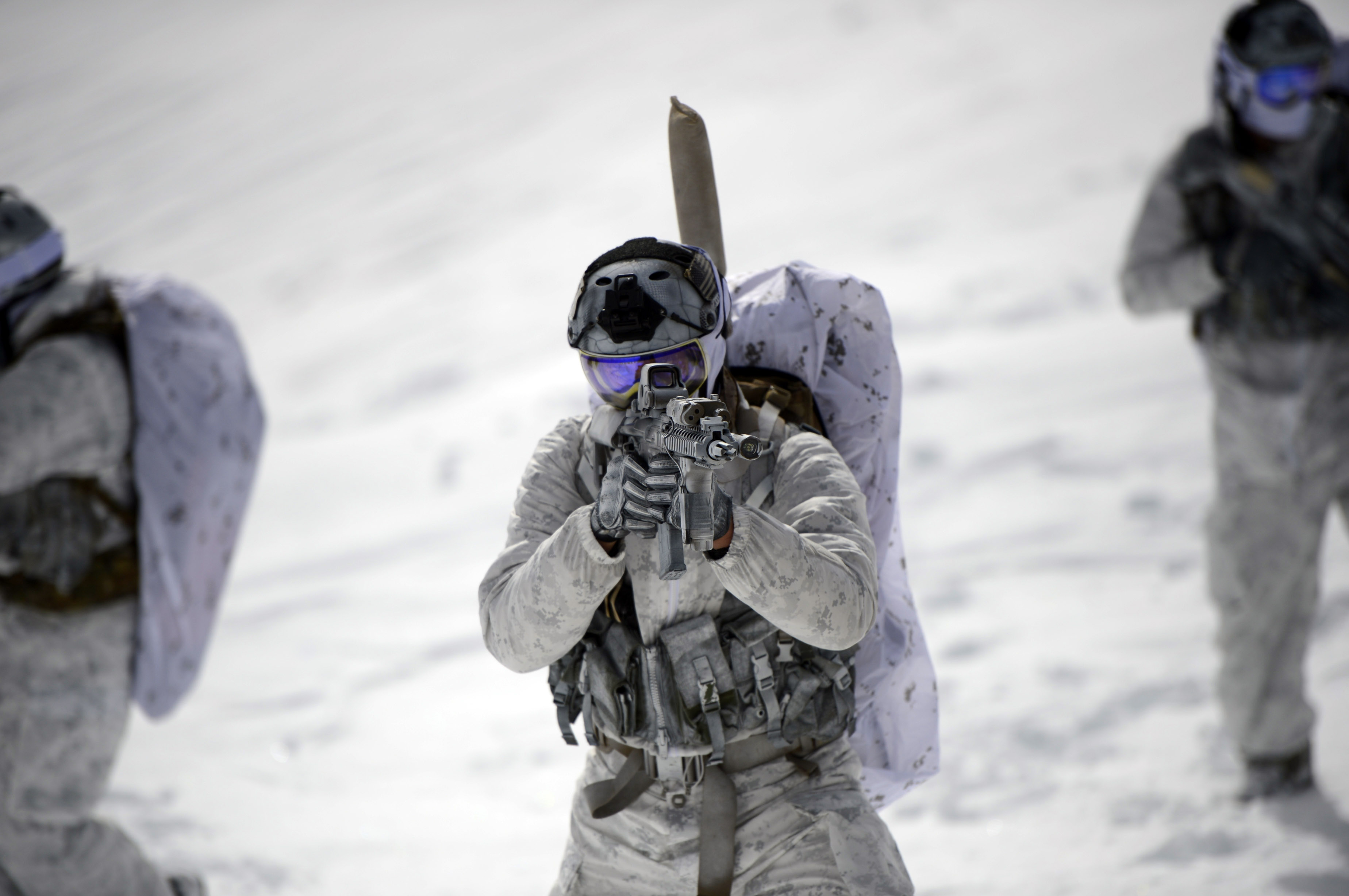
Os SEALs demonstram capacidades de guerra de inverno.
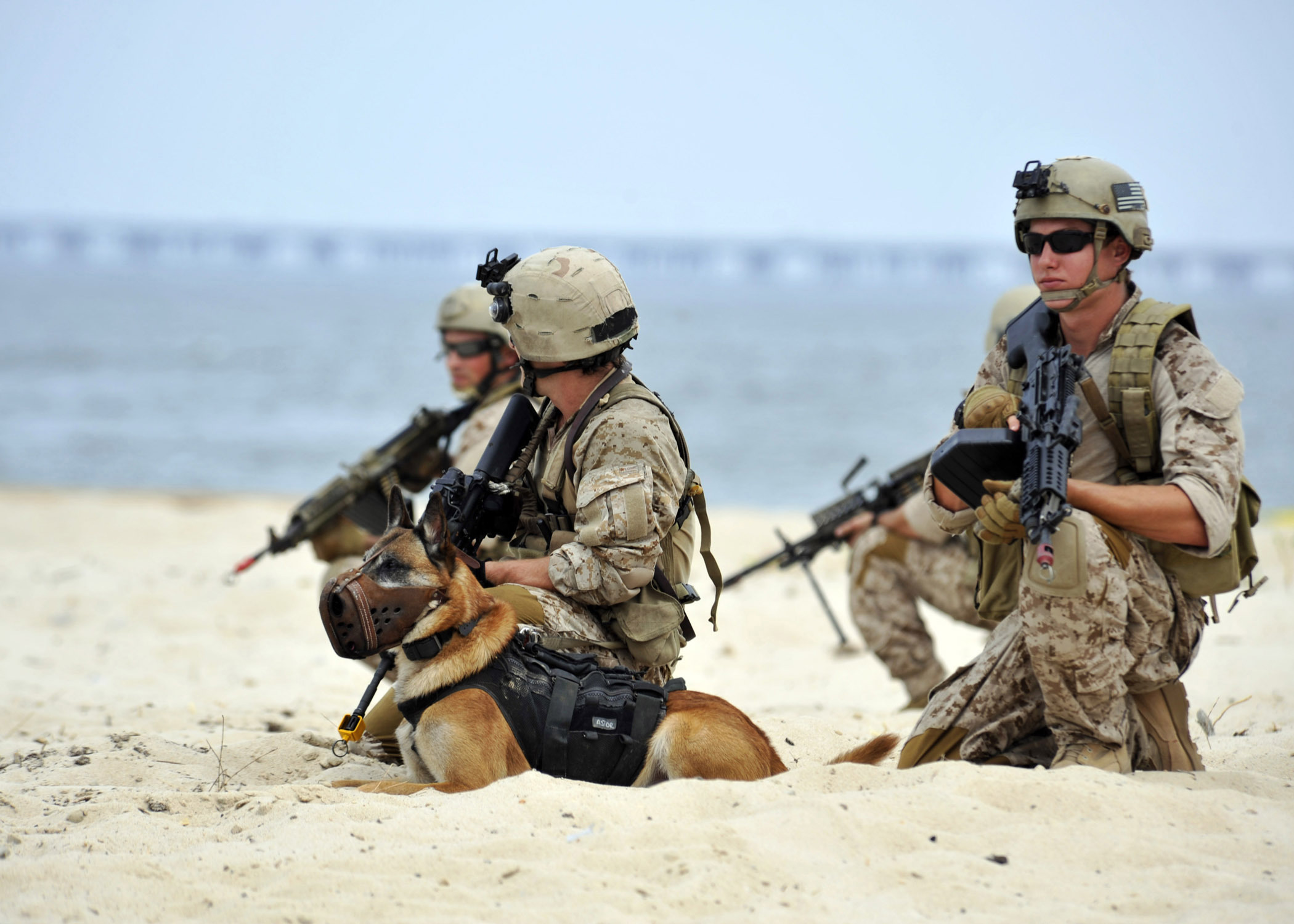
Um pelotão SEAL realiza uma demonstração de guerra terrestre